# Handball-Weltmeisterschaft der Männer 2015
Die 24. Handball-Weltmeisterschaft der Männer wurde vom 15. Januar bis 1. Februar 2015 in Katar ausgetragen. Weltmeister wurde das französische Team, das die Mannschaft des Gastgebers im Finale mit 25:22 besiegte.

## Gastgeber
Am 27. Januar 2011 wurde in Malmö durch den Rat der Internationalen Handballföderation (IHF) Katar als Gastgeber bestimmt.
Bewerber um die Austragung der Weltmeisterschaft waren die Handballverbände Norwegens, Polens, Südkoreas, Katars und Frankreichs. Der Handballverband von Katar hatte seine Bewerbung im Dezember 2010 bekanntgegeben. Südkorea hatte sich um die Austragung sowohl der Herren-Weltmeisterschaft als auch der Weltmeisterschaft der Damen beworben, seine Kandidatur für die Herren-WM aber Anfang Januar 2011 zurückgezogen. Somit standen im Januar 2011 vier Bewerber zur Auswahl.
Der Österreichische Handballverband hatte nach der Ausrichtung der Handball-Europameisterschaft der Männer 2010 auch eine Bewerbung für die Weltmeisterschaft 2015 erwogen, dann aber sein Interesse für die Austragung der Handball-Weltmeisterschaft der Männer im Jahr 2017 angemeldet.

## Austragungsorte
Die Spiele der Vorrunde fanden bei den Gruppen A und B in allen drei Hallen, die der Gruppe C in der Duhail Sports Hall sowie der Ali Bin Hamad Al Attiya Arena und die der Gruppe D in der Lusail Multipurpose Hall bzw. der Duhail Sports Hall statt.
| Lusail                   | Doha                          | Doha               |
| ------------------------ | ----------------------------- | ------------------ |
| Lusail Multipurpose Hall | Ali Bin Hamad Al Attiya Arena | Duhail Sports Hall |
| Kapazität: 15.300        | Kapazität: 7.700              | Kapazität: 5.500   |
|                          |                               |                    |

## Teilnehmer

### Qualifikation
An dem Turnier nahmen 24 Mannschaften teil. Automatisch qualifiziert waren Spanien als Weltmeister 2013 und Katar als Gastgeber.

### Ausschluss Australiens
Laut der IHF wurde der Ozeanischen Kontinentalen Handball-Föderation OCHF vor der Qualifikation der ozeanischen Teams am 11. April 2014 mitgeteilt, dass über den zukünftigen Status des Kontinentalverbandes am 8. Juli 2014 in Zagreb vom IHF Konzil entschieden werde, und gebeten, die Qualifikationstermine zu verschieben. Die Austragung der Qualifikation erfolgte dennoch, jedoch entschied am 8. Juli 2014 das IHF-Konzil gegen eine Anerkennung der OCHF als Kontinentalverband. Begründet wurde der Verlust der Anerkennung der OCHF als Kontinentalverband mit §10 Abs. 2 der Statuten der IHF, laut dem ein Kontinentalverband „über mindestens zehn Mitglieder verfügen“ muss. Die Aberkennung des Status eines Kontinentalverbandes führte zum Verlust des Startplatzes für die Weltmeisterschaft. Dementsprechend wurde die Mannschaft Australiens von der Teilnahme ausgeschlossen.

### Wildcard für Deutschland
Ursprünglich war die deutsche Mannschaft in der Qualifikation für die WM 2015 im Playoff an Polen gescheitert. Der durch die Aberkennung des Statuts der OCHF als Kontinentalverband frei gewordene Platz wurde der deutschen Handballmannschaft zugesprochen. Begründet wurde diese Entscheidung damit, dass diese von den nichtqualifizierten Mannschaften die bestplatzierte der Weltmeisterschaft 2013 war. Diese Entscheidung wurde mit dem am 30. Mai 2014 geänderten §2 Abs. 8 der Regelungen für IHF Wettbewerbe begründet:

„If the team of a federation that has qualified for the World Championship does not take part, the IHF Executive Committee shall decide on a respective substitute nation.
If a Continental Confederation does not use its performance or compulsory places, or if another place is open due to any other reasons, the IHF Executive Committee shall decide on the reallocation of such places.“

In der Öffentlichkeit wurde dieses Verfahren der IHF kritisiert. Der deutsche Ex-Welthandballer Daniel Stephan nannte die Entscheidung des IHF „äußerst fragwürdig“. Der ehemalige Torschützenkönig der deutschen Liga Konrad Wilczynski bezeichnete diese Vorgehensweise sportlich als Katastrophe, aus sportpolitischer Sicht jedoch nachvollziehbar.
Auch Island kritisierte diese Entscheidung, da die Änderung der Regelung für IHF-Wettbewerbe nach der europäischen Qualifikation erfolgte und laut der vorherigen Version des §2 Abs. 8 dem Kontinentalverband, welcher den amtierenden Weltmeister stellt, zugesprochen wird:

„If the team of a federation that has qualified for the World Championship does not take part, the first substitute nation of the continent in question shall take that place. If the first substitute nation does not take part, the second substitute nation shall take the place.
If this team also does not take part, the place will be allocated to the continental confederation of the reigning World Champion, which will then announce the substitute nation. If the first substitute nation does not take part, the second substitute nation shall take the place. If this team also does not take part, the IHF Executive Committee shall decide.“

Vor der Änderung hätte der Platz der isländischen Handballmannschaft zugesprochen werden müssen, die zusammen mit der ungarischen und serbischen Mannschaft als mögliche Nachrücker von der EHF an die IHF am 6. Juni 2014 gemeldet wurden.

### Rückzug von Bahrain und Vereinigten Arabischen Emiraten
Die über Platz 2 und 4 bei der Asien-Meisterschaft qualifizierten Verbände der Mannschaften aus Bahrain und den Vereinigten Arabischen Emiraten gaben am 8. November 2014 bekannt, dass sie nicht an der Weltmeisterschaft teilnehmen werden. Die Mannschaft der Vereinigten Arabischen Emirate gab als Grund eine unzureichende Vorbereitung an. Bei beiden Mannschaften wurde über einen Boykott aus politischen Gründen spekuliert. Kurz danach wollten die beiden Länder doch teilnehmen, wurden dann aber von der IHF ausgeschlossen und mit einer Geldstrafe belegt.
Am 21. November 2014 entschied die IHF, dass die somit freigewordenen asiatischen Plätze nicht alleine durch Nachrücker aus Asien aufgefüllt, sondern den Verbänden aus Europa und Asien zur Verfügung gestellt werden. Diese nominierten Island bzw. Saudi-Arabien als Nachrücker.

### Liste der Teilnehmer
Die nachfolgend aufgeführten Mannschaften nahmen an der Weltmeisterschaft in Katar teil. Die Tabelle zeigt zudem das Datum der Qualifizierung, den Kontinentalverband und die Anzahl der bisherigen Weltmeisterschaftsteilnahmen.
| Land                    | Kontinent (Verband) | Qualifiziert als                     | Datum der Qualifikation | Bisherige Teilnahmen an Weltmeisterschaften |
| ----------------------- | ------------------- | ------------------------------------ | ----------------------- | --- |
| Katar                   | Asien (AHF)         | Gastgeber                            | 27. Jan. 2011           | 04 (2003, 2005, 2007, 2013) |
| Spanien                 | Europa (EHF)        | Weltmeister 2013                     | 27. Jan. 2013           | 17 (1958, 1974, 1978, 1982, 1986, 1990, 1993, 1995, 1997, 1999, 2001, 2003, 2005, 2007, 2009, 2011, 2013)                                       |
| Frankreich              | Europa (EHF)        | Europameister 2014                   | 22. Jan. 2014           | 19 (1954, 1958, 1961, 1964, 1967, 1970, 1978, 1990, 1993, 1995, 1997, 1999, 2001, 2003, 2005, 2007, 2009, 2011, 2013)                           |
| Dänemark                | Europa (EHF)        | 2. der Europameisterschaft 2014      | 22. Jan. 2014           | 20 (1938, 1954, 1958, 1961, 1964, 1967, 1970, 1974, 1978, 1982, 1986, 1993, 1995, 1999, 2003, 2005, 2007, 2009, 2011, 2013)                     |
| Kroatien                | Europa (EHF)        | 3. der Europameisterschaft 2014      | 22. Jan. 2014           | 10 1 (1995, 1997, 1999, 2001, 2003, 2005, 2007, 2009, 2011, 2013)                                                                               |
| Algerien                | Afrika (CAHB)       | Afrikameister 2014                   | 24. Jan. 2014           | 13 (1974, 1982, 1986, 1990, 1995, 1997, 1999, 2001, 2003, 2005, 2009, 2011, 2013)                                                               |
| Tunesien                | Afrika (CAHB)       | 2. der Afrikameisterschaft 2014      | 24. Jan. 2014           | 11 (1967, 1995, 1997, 1999, 2001, 2003, 2005, 2007, 2009, 2011, 2013)                                                                           |
| Ägypten                 | Afrika (CAHB)       | 3. der Afrikameisterschaft 2014      | 25. Jan. 2014           | 12 (1964, 1993, 1995, 1997, 1999, 2001, 2003, 2005, 2007, 2009, 2011, 2013)                                                                     |
| Iran                    | Asien (AHF)         | 3. der Asienmeisterschaft 2014       | 6. Feb. 2014            | 0 |
| Slowenien               | Europa (EHF)        | Play-off-Sieger                      | 15. Juni 2014           | 05 1 (2001, 2003, 2005, 2007, 2013) |
| Schweden                | Europa (EHF)        | Play-off-Sieger                      | 15. Juni 2014           | 21 (1938, 1954, 1958, 1961, 1964, 1967, 1970, 1974, 1978, 1982, 1986, 1990, 1993, 1995, 1997, 1999, 2001, 2003, 2005, 2009, 2011)               |
| Polen                   | Europa (EHF)        | Play-off-Sieger                      | 14. Juni 2014           | 13 (1958, 1967, 1970, 1974, 1978, 1982, 1986, 1990, 2003, 2007, 2009, 2011, 2013)                                                               |
| Mazedonien              | Europa (EHF)        | Play-off-Sieger                      | 15. Juni 2014           | 03 1 (1999, 2009, 2013) |
| Tschechien              | Europa (EHF)        | Play-off-Sieger                      | 14. Juni 2014           | 06 (1993, 1995, 1997, 2001, 2005, 2007) (11 unter Tschechoslowakei: 1954, 1958, 1961, 1964, 1967, 1970, 1974, 1978, 1982, 1986, 1990)           |
| Russland                | Europa (EHF)        | Play-off-Sieger                      | 14. Juni 2014           | 18 (1964, 1967, 1970, 1974, 1978, 1982, 1986, 1990 2, 1993, 1995, 1997, 1999, 2001, 2003, 2005, 2007, 2009, 2013)                               |
| Bosnien und Herzegowina | Europa (EHF)        | Play-off-Sieger                      | 15. Juni 2014           | 0 1 |
| Österreich              | Europa (EHF)        | Play-off-Sieger                      | 14. Juni 2014           | 04 (1938, 1958, 1993, 2011) |
| Belarus                 | Europa (EHF)        | Play-off-Sieger                      | 15. Juni 2014           | 02 (1995, 2013) |
| Argentinien             | Panamerika (PATHF)  | Panamerika-Meister 2014              | 29. Juni 2014           | 09 (1997, 1999, 2001, 2003, 2005, 2007, 2009, 2011, 2013)                                                                                       |
| Brasilien               | Panamerika (PATHF)  | 2. der Panamerika-Meisterschaft 2014 | 29. Juni 2014           | 11 (1958, 1995, 1997, 1999, 2001, 2003, 2005, 2007, 2009, 2011, 2013)                                                                           |
| Chile                   | Panamerika (PATHF)  | 3. der Panamerika-Meisterschaft 2014 | 29. Juni 2014           | 02 (2011, 2013) |
| Deutschland             | Europa (EHF)        | Wildcard 3                           | 8. Juli 2014            | 22 (1938, 1954 4, 1958 4, 1961 4, 1964, 1967, 1970, 1974, 1978, 1982, 1986, 1990 5, 1993, 1995, 1999, 2001, 2003, 2005, 2007, 2009, 2011, 2013) |
| Saudi-Arabien           | Asien (AHF)         | Nachrücker für Bahrain 6             | 21. Nov. 2014           | 06 (1997, 1999, 2001, 2003, 2009, 2013) |
| Island                  | Europa (EHF)        | Nachrücker für VAE 6                 | 21. Nov. 2014           | 17 (1958, 1961, 1964, 1970, 1974, 1978, 1986, 1990, 1993, 1995, 1997, 2001, 2003, 2005, 2007, 2011, 2013)                                       |

## Gruppenauslosung
Die Auslosung der Vorrundengruppen der Handball-Weltmeisterschaft 2015 fand am 20. Juli 2014 in Doha statt. Die 24 qualifizierten Mannschaften wurden in vier Gruppen mit jeweils sechs Teams aufgeteilt. Dadurch ergeben sich folgende Gruppen:
| Gruppe A                                                    | Gruppe B                                                                         | Gruppe C                                                                 | Gruppe D                                                                            |
| ----------------------------------------------------------- | -------------------------------------------------------------------------------- | ------------------------------------------------------------------------ | ----------------------------------------------------------------------------------- |
| - Chile - Brasilien - Belarus - Slowenien - Spanien - Katar | - Iran - Tunesien - Österreich - Bosnien und Herzegowina - Kroatien - Mazedonien | - VAE → Island - Ägypten - Tschechien - Schweden - Frankreich - Algerien | - Deutschland - Bahrain → Saudi-Arabien - Argentinien - Polen - Dänemark - Russland |

Die Plätze von Island und Saudi-Arabien hatten ursprünglich die Vereinigten Arabischen Emirate bzw. Bahrain eingenommen.

## Spielplan
Die Vorrunde begann am 15. Januar 2015 mit dem Eröffnungsspiel Katar gegen Brasilien in der Lusail Multipurpose Hall in Lusail. Für die restlichen 22 Teams begann das Turnier einen Tag später. Die Vorrunde wird in vier Gruppen à sechs Mannschaften gespielt; die einzelnen Gruppen spielen in der Lusail Multipurpose Hall, in der Al Sadd Sports Hall und im Qatar Handball Association Complex. Die Vorrunde endet am 24. Januar 2015.
Die Teams, die nach den Vorrundenspielen die Plätze 1 bis 4 in ihrer Gruppe belegten, qualifizierten sich für die Finalrunde. Die Mannschaften auf den Plätzen 5 und 6 spielten im President’s Cup weiter.

### Vorrunde
Die Uhrzeiten der Vorrunden-Spiele sind hier in MEZ angegeben und wurden von der IHF in GMT veröffentlicht.

#### Wertungskriterien
Bei Punktgleichheit von zwei oder mehr Mannschaften entschieden nach Abschluss der Vorrunde folgende Kriterien über die Platzierung:
1. höhere Anzahl Punkte in den Direktbegegnungen der punktgleichen Teams;
2. bessere Tordifferenz in den Direktbegegnungen der punktgleichen Teams;
3. höhere Anzahl Tore in den Direktbegegnungen der punktgleichen Teams;
4. bessere Tordifferenz aus allen Gruppenspielen;
5. höhere Anzahl Tore aus allen Gruppenspielen;
6. das Los.

Legende

#### Gruppe A
| Pl. | Land      | Sp. | S | U | N | Tore      | Diff. | Punkte |
| --- | --------- | --- | - | - | - | --------- | ----- | ------ |
| 1.  | Spanien   | 5   | 5 | 0 | 0 | 0162:1270 | +35   | 10     |
| 2.  | Katar     | 5   | 4 | 0 | 1 | 0137:1220 | +15   | 8      |
| 3.  | Slowenien | 5   | 3 | 0 | 2 | 0160:1450 | +15   | 6      |
| 4.  | Brasilien | 5   | 2 | 0 | 3 | 0146:1430 | +3    | 4      |
| 5.  | Belarus   | 5   | 1 | 0 | 4 | 0147:1550 | −8    | 2      |
| 6.  | Chile     | 5   | 0 | 0 | 5 | 0104:1640 | −60   | 0      |

| 15. Januar 2015 18:30 Uhr | Katar                                | 28:23        | Brasilien                     | Lusail Multipurpose Hall, Lusail Zuschauer: 11.500 Schiedsrichter: Matija Gubica, Boris Milošević |
| 15. Januar 2015 18:30 Uhr | meiste Tore: Marković, Alla (6 Tore) | (15:12)      | meiste Tore: Chiuffa (6 Tore) | Lusail Multipurpose Hall, Lusail Zuschauer: 11.500 Schiedsrichter: Matija Gubica, Boris Milošević |
| 15. Januar 2015 18:30 Uhr | Strafen: 3× 4×                       | Spielbericht | Strafen: 3× 5× 1×             | Lusail Multipurpose Hall, Lusail Zuschauer: 11.500 Schiedsrichter: Matija Gubica, Boris Milošević |

| 16. Januar 2015 15:00 Uhr | Spanien                                    | 38:33        | Belarus                     | Duhail Sports Hall, Doha Zuschauer: 1.200 Schiedsrichter: Václav Horáček, Jiří Novotný |
| 16. Januar 2015 15:00 Uhr | meiste Tore: Aguinagalde, Maqueda (6 Tore) | (21:17)      | meiste Tore: Zitou (5 Tore) | Duhail Sports Hall, Doha Zuschauer: 1.200 Schiedsrichter: Václav Horáček, Jiří Novotný |
| 16. Januar 2015 15:00 Uhr | Strafen: 3× 2×                             | Spielbericht | Strafen: 3× 2×              | Duhail Sports Hall, Doha Zuschauer: 1.200 Schiedsrichter: Václav Horáček, Jiří Novotný |

| 16. Januar 2015 15:00 Uhr | Slowenien                   | 36:23        | Chile                             | Ali Bin Hamad Al Attiya Arena, Doha Zuschauer: 1.500 Schiedsrichter: Mohamed Rashed, Tamer Elsayed |
| 16. Januar 2015 15:00 Uhr | meiste Tore: Gajič (9 Tore) | (16:14)      | meiste Tore: R. Salinas (10 Tore) | Ali Bin Hamad Al Attiya Arena, Doha Zuschauer: 1.500 Schiedsrichter: Mohamed Rashed, Tamer Elsayed |
| 16. Januar 2015 15:00 Uhr | Strafen: 3× 8×              | Spielbericht | Strafen: 1× 6×                    | Ali Bin Hamad Al Attiya Arena, Doha Zuschauer: 1.500 Schiedsrichter: Mohamed Rashed, Tamer Elsayed |

| 17. Januar 2015 15:00 Uhr | Brasilien                             | 27:29        | Spanien                        | Duhail Sports Hall, Doha Zuschauer: 800 Schiedsrichter: Gjorgji Načevski, Slave Nikolov |
| 17. Januar 2015 15:00 Uhr | meiste Tore: Ribeiro, Toledo (5 Tore) | (14:15)      | meiste Tore: Cañellas (9 Tore) | Duhail Sports Hall, Doha Zuschauer: 800 Schiedsrichter: Gjorgji Načevski, Slave Nikolov |
| 17. Januar 2015 15:00 Uhr | Strafen: 4× 5×                        | Spielbericht | Strafen: 3× 2×                 | Duhail Sports Hall, Doha Zuschauer: 800 Schiedsrichter: Gjorgji Načevski, Slave Nikolov |

| 17. Januar 2015 15:00 Uhr | Belarus                          | 29:34        | Slowenien                    | Lusail Multipurpose Hall, Lusail Zuschauer: 4.000 Schiedsrichter: Samir Krichene, Samir Makhouf |
| 17. Januar 2015 15:00 Uhr | meiste Tore: D. Rutenka (6 Tore) | (8:17)       | meiste Tore: Gajič (15 Tore) | Lusail Multipurpose Hall, Lusail Zuschauer: 4.000 Schiedsrichter: Samir Krichene, Samir Makhouf |
| 17. Januar 2015 15:00 Uhr | Strafen: 3× 5×                   | Spielbericht | Strafen: 4× 8× 1×            | Lusail Multipurpose Hall, Lusail Zuschauer: 4.000 Schiedsrichter: Samir Krichene, Samir Makhouf |

| 17. Januar 2015 17:00 Uhr | Chile                       | 20:27        | Katar                           | Lusail Multipurpose Hall, Lusail Zuschauer: 4.500 Schiedsrichter: Laurent Reveret, Stevann Pichon |
| 17. Januar 2015 17:00 Uhr | meiste Tore: Oneto (5 Tore) | (9:15)       | meiste Tore: Marković (11 Tore) | Lusail Multipurpose Hall, Lusail Zuschauer: 4.500 Schiedsrichter: Laurent Reveret, Stevann Pichon |
| 17. Januar 2015 17:00 Uhr | Strafen: 3× 5×              | Spielbericht | Strafen: 3× 2×                  | Lusail Multipurpose Hall, Lusail Zuschauer: 4.500 Schiedsrichter: Laurent Reveret, Stevann Pichon |

| 19. Januar 2015 15:00 Uhr | Belarus                                                  | 29:34        | Brasilien                     | Lusail Multipurpose Hall, Lusail Zuschauer: 3.000 Schiedsrichter: Mohamed Rashed, Tamer Elsayed |
| 19. Januar 2015 15:00 Uhr | meiste Tore: D. Rutenka, S. Rutenka, Nikulenkau (6 Tore) | (12:16)      | meiste Tore: Ribeiro (9 Tore) | Lusail Multipurpose Hall, Lusail Zuschauer: 3.000 Schiedsrichter: Mohamed Rashed, Tamer Elsayed |
| 19. Januar 2015 15:00 Uhr | Strafen: 3× 5×                                           | Spielbericht | Strafen: 4× 5×                | Lusail Multipurpose Hall, Lusail Zuschauer: 3.000 Schiedsrichter: Mohamed Rashed, Tamer Elsayed |

| 19. Januar 2015 15:00 Uhr | Spanien                      | 37:16        | Chile                                | Duhail Sports Hall, Doha Zuschauer: 500 Schiedsrichter: Bon-ok Koo, Seok Lee |
| 19. Januar 2015 15:00 Uhr | meiste Tore: Rivera (7 Tore) | (14:7)       | meiste Tore: Araya, Frelijj (3 Tore) | Duhail Sports Hall, Doha Zuschauer: 500 Schiedsrichter: Bon-ok Koo, Seok Lee |
| 19. Januar 2015 15:00 Uhr | Strafen: 3×                  | Spielbericht | Strafen: 4× 1×                       | Duhail Sports Hall, Doha Zuschauer: 500 Schiedsrichter: Bon-ok Koo, Seok Lee |

| 19. Januar 2015 17:00 Uhr | Slowenien                     | 29:31        | Katar                         | Lusail Multipurpose Hall, Lusail Zuschauer: 9.500 Schiedsrichter: Martin Gjeding, Mads Hansen |
| 19. Januar 2015 17:00 Uhr | meiste Tore: Dolenec (8 Tore) | (15:18)      | meiste Tore: Capote (12 Tore) | Lusail Multipurpose Hall, Lusail Zuschauer: 9.500 Schiedsrichter: Martin Gjeding, Mads Hansen |
| 19. Januar 2015 17:00 Uhr | Strafen: 3× 7×                | Spielbericht | Strafen: 4× 5×                | Lusail Multipurpose Hall, Lusail Zuschauer: 9.500 Schiedsrichter: Martin Gjeding, Mads Hansen |

| 21. Januar 2015 15:00 Uhr | Slowenien                    | 35:32        | Brasilien                     | Duhail Sports Hall, Doha Zuschauer: 500 Schiedsrichter: Laurent Reveret, Stevann Pichon |
| 21. Januar 2015 15:00 Uhr | meiste Tore: Gajič (12 Tore) | (19:18)      | meiste Tore: Ribeiro (7 Tore) | Duhail Sports Hall, Doha Zuschauer: 500 Schiedsrichter: Laurent Reveret, Stevann Pichon |
| 21. Januar 2015 15:00 Uhr | Strafen: 3× 5×               | Spielbericht | Strafen: 3× 5×                | Duhail Sports Hall, Doha Zuschauer: 500 Schiedsrichter: Laurent Reveret, Stevann Pichon |

| 21. Januar 2015 15:00 Uhr | Chile                            | 23:34        | Belarus                                     | Lusail Multipurpose Hall, Lusail Zuschauer: 800 Schiedsrichter: Kiyoshi Hizaki, Tomokazu Ikebuchi |
| 21. Januar 2015 15:00 Uhr | meiste Tore: R. Salinas (6 Tore) | (11:14)      | meiste Tore: S. Rutenka, Puchouski (8 Tore) | Lusail Multipurpose Hall, Lusail Zuschauer: 800 Schiedsrichter: Kiyoshi Hizaki, Tomokazu Ikebuchi |
| 21. Januar 2015 15:00 Uhr | Strafen: 2× 7× 1×                | Spielbericht | Strafen: 3× 5×                              | Lusail Multipurpose Hall, Lusail Zuschauer: 800 Schiedsrichter: Kiyoshi Hizaki, Tomokazu Ikebuchi |

| 21. Januar 2015 17:00 Uhr | Katar                           | 25:28        | Spanien                      | Lusail Multipurpose Hall, Lusail Zuschauer: 12.400 Schiedsrichter: Nenad Nikolić, Dušan Stojković |
| 21. Januar 2015 17:00 Uhr | meiste Tore: Marković (10 Tore) | (10:8)       | meiste Tore: Rivera (7 Tore) | Lusail Multipurpose Hall, Lusail Zuschauer: 12.400 Schiedsrichter: Nenad Nikolić, Dušan Stojković |
| 21. Januar 2015 17:00 Uhr | Strafen: 2× 1×                  | Spielbericht | Strafen: 3× 5×               | Lusail Multipurpose Hall, Lusail Zuschauer: 12.400 Schiedsrichter: Nenad Nikolić, Dušan Stojković |

| 23. Januar 2015 15:00 Uhr | Brasilien                     | 30:22        | Chile                                                     | Lusail Multipurpose Hall, Lusail Zuschauer: 2.500 Schiedsrichter: Samir Krichene, Samir Makhouf |
| 23. Januar 2015 15:00 Uhr | meiste Tore: Pacheco (7 Tore) | (12:13)      | meiste Tore: Díaz, E. Salinas, R. Salinas, Oneto (3 Tore) | Lusail Multipurpose Hall, Lusail Zuschauer: 2.500 Schiedsrichter: Samir Krichene, Samir Makhouf |
| 23. Januar 2015 15:00 Uhr | Strafen: 1× 5×                | Spielbericht | Strafen: 4× 7× 1×                                         | Lusail Multipurpose Hall, Lusail Zuschauer: 2.500 Schiedsrichter: Samir Krichene, Samir Makhouf |

| 23. Januar 2015 15:00 Uhr | Spanien                      | 30:26        | Slowenien                                           | Duhail Sports Hall, Doha Zuschauer: 1.000 Schiedsrichter: Lars Geipel, Marcus Helbig |
| 23. Januar 2015 15:00 Uhr | meiste Tore: Rivera (6 Tore) | (14:10)      | meiste Tore: Gajič, Bezjak, Dolenec, Natek (4 Tore) | Duhail Sports Hall, Doha Zuschauer: 1.000 Schiedsrichter: Lars Geipel, Marcus Helbig |
| 23. Januar 2015 15:00 Uhr | Strafen: 3× 2× 1×            | Spielbericht | Strafen: 3× 5×                                      | Duhail Sports Hall, Doha Zuschauer: 1.000 Schiedsrichter: Lars Geipel, Marcus Helbig |

| 23. Januar 2015 17:00 Uhr | Katar                          | 26:22        | Belarus                          | Lusail Multipurpose Hall, Lusail Zuschauer: 10.000 Schiedsrichter: Václav Horáček, Jiří Novotný |
| 23. Januar 2015 17:00 Uhr | meiste Tore: Marković (9 Tore) | (7:12)       | meiste Tore: D. Rutenka (7 Tore) | Lusail Multipurpose Hall, Lusail Zuschauer: 10.000 Schiedsrichter: Václav Horáček, Jiří Novotný |
| 23. Januar 2015 17:00 Uhr | Strafen: 2× 3×                 | Spielbericht | Strafen: 4× 6×                   | Lusail Multipurpose Hall, Lusail Zuschauer: 10.000 Schiedsrichter: Václav Horáček, Jiří Novotný |

#### Gruppe B
| Pl. | Land                    | Sp. | S | U | N | Tore      | Diff. | Punkte |
| --- | ----------------------- | --- | - | - | - | --------- | ----- | ------ |
| 1.  | Kroatien                | 5   | 5 | 0 | 0 | 0158:1240 | +34   | 10     |
| 2.  | Mazedonien              | 5   | 4 | 0 | 1 | 0153:1380 | +15   | 8      |
| 3.  | Österreich              | 5   | 2 | 1 | 2 | 0147:1400 | +7    | 5      |
| 4.  | Tunesien                | 5   | 2 | 1 | 2 | 0132:1330 | −1    | 5      |
| 5.  | Bosnien und Herzegowina | 5   | 1 | 0 | 4 | 0118:1280 | −10   | 2      |
| 6.  | Iran                    | 5   | 0 | 0 | 5 | 0127:1720 | −45   | 0      |

| 16. Januar 2015 13:00 Uhr | Bosnien-Herzegowina          | 30:25        | Iran                            | Lusail Multipurpose Hall, Lusail Zuschauer: 4.000 Schiedsrichter: Bon-ok Koo, Seok Lee |
| 16. Januar 2015 13:00 Uhr | meiste Tore: Čelica (6 Tore) | (12:16)      | meiste Tore: A. Esteki (7 Tore) | Lusail Multipurpose Hall, Lusail Zuschauer: 4.000 Schiedsrichter: Bon-ok Koo, Seok Lee |
| 16. Januar 2015 13:00 Uhr | Strafen: 3× 8×               | Spielbericht | Strafen: 4× 8×                  | Lusail Multipurpose Hall, Lusail Zuschauer: 4.000 Schiedsrichter: Bon-ok Koo, Seok Lee |

| 16. Januar 2015 15:00 Uhr | Mazedonien                     | 33:25        | Tunesien                  | Lusail Multipurpose Hall, Lusail Zuschauer: 5.000 Schiedsrichter: Lars Geipel, Marcus Helbig |
| 16. Januar 2015 15:00 Uhr | meiste Tore: Lazarov (10 Tore) | (18:14)      | meiste Tore: Tej (6 Tore) | Lusail Multipurpose Hall, Lusail Zuschauer: 5.000 Schiedsrichter: Lars Geipel, Marcus Helbig |
| 16. Januar 2015 15:00 Uhr | Strafen: 3× 7×                 | Spielbericht | Strafen: 3× 6×            | Lusail Multipurpose Hall, Lusail Zuschauer: 5.000 Schiedsrichter: Lars Geipel, Marcus Helbig |

| 16. Januar 2015 17:00 Uhr | Kroatien                     | 32:30        | Österreich                            | Duhail Sports Hall, Doha Zuschauer: 750 Schiedsrichter: Mindaugas Gatelis, Vaidas Mažeika |
| 16. Januar 2015 17:00 Uhr | meiste Tore: Čupić (11 Tore) | (16:13)      | meiste Tore: Szilágyi, Weber (7 Tore) | Duhail Sports Hall, Doha Zuschauer: 750 Schiedsrichter: Mindaugas Gatelis, Vaidas Mažeika |
| 16. Januar 2015 17:00 Uhr | Strafen: 3× 6×               | Spielbericht | Strafen: 4× 7× 1×                     | Duhail Sports Hall, Doha Zuschauer: 750 Schiedsrichter: Mindaugas Gatelis, Vaidas Mažeika |

| 17. Januar 2015 17:00 Uhr | Tunesien                      | 25:28        | Kroatien                    | Duhail Sports Hall, Doha Zuschauer: 4.000 Schiedsrichter: Óscar Raluy, Ángel Sabroso |
| 17. Januar 2015 17:00 Uhr | meiste Tore: Bannour (9 Tore) | (13:14)      | meiste Tore: Čupić (8 Tore) | Duhail Sports Hall, Doha Zuschauer: 4.000 Schiedsrichter: Óscar Raluy, Ángel Sabroso |
| 17. Januar 2015 17:00 Uhr | Strafen: 3× 6×                | Spielbericht | Strafen: 3× 5×              | Duhail Sports Hall, Doha Zuschauer: 4.000 Schiedsrichter: Óscar Raluy, Ángel Sabroso |

| 17. Januar 2015 17:00 Uhr | Iran                            | 31:33        | Mazedonien                    | Ali Bin Hamad Al Attiya Arena, Doha Zuschauer: 1.000 Schiedsrichter: Saleh Bamutref, Mansour Al-Suwaidi |
| 17. Januar 2015 17:00 Uhr | meiste Tore: A. Esteki (9 Tore) | (17:19)      | meiste Tore: Lazarov (9 Tore) | Ali Bin Hamad Al Attiya Arena, Doha Zuschauer: 1.000 Schiedsrichter: Saleh Bamutref, Mansour Al-Suwaidi |
| 17. Januar 2015 17:00 Uhr | Strafen: 4× 7× 1×               | Spielbericht | Strafen: 2× 7×                | Ali Bin Hamad Al Attiya Arena, Doha Zuschauer: 1.000 Schiedsrichter: Saleh Bamutref, Mansour Al-Suwaidi |

| 17. Januar 2015 19:00 Uhr | Österreich                            | 23:21        | Bosnien-Herzegowina             | Ali Bin Hamad Al Attiya Arena, Doha Zuschauer: 1.000 Schiedsrichter: Jesus Menezes, Rogério Pinto |
| 17. Januar 2015 19:00 Uhr | meiste Tore: Szilágyi, Weber (4 Tore) | (11:12)      | meiste Tore: Malinović (6 Tore) | Ali Bin Hamad Al Attiya Arena, Doha Zuschauer: 1.000 Schiedsrichter: Jesus Menezes, Rogério Pinto |
| 17. Januar 2015 19:00 Uhr | Strafen: 3× 8×                        | Spielbericht | Strafen: 4× 6× 1×               | Ali Bin Hamad Al Attiya Arena, Doha Zuschauer: 1.000 Schiedsrichter: Jesus Menezes, Rogério Pinto |

| 19. Januar 2015 17:00 Uhr | Kroatien                      | 41:22        | Iran                            | Duhail Sports Hall, Doha Zuschauer: 500 Schiedsrichter: Lars Geipel, Marcus Helbig |
| 19. Januar 2015 17:00 Uhr | meiste Tore: Horvat (12 Tore) | (19:13)      | meiste Tore: S. Esteki (6 Tore) | Duhail Sports Hall, Doha Zuschauer: 500 Schiedsrichter: Lars Geipel, Marcus Helbig |
| 19. Januar 2015 17:00 Uhr | Strafen: 2× 3×                | Spielbericht | Strafen: 1× 3×                  | Duhail Sports Hall, Doha Zuschauer: 500 Schiedsrichter: Lars Geipel, Marcus Helbig |

| 19. Januar 2015 17:00 Uhr | Bosnien-Herzegowina                    | 22:25        | Mazedonien                     | Ali Bin Hamad Al Attiya Arena, Doha Zuschauer: 2.000 Schiedsrichter: Mindaugas Gatelis, Vaidas Mažeika |
| 19. Januar 2015 17:00 Uhr | meiste Tore: Burić, Malinović (4 Tore) | (11:13)      | meiste Tore: Manaskov (6 Tore) | Ali Bin Hamad Al Attiya Arena, Doha Zuschauer: 2.000 Schiedsrichter: Mindaugas Gatelis, Vaidas Mažeika |
| 19. Januar 2015 17:00 Uhr | Strafen: 2× 5×                         | Spielbericht | Strafen: 4× 6× 1×              | Ali Bin Hamad Al Attiya Arena, Doha Zuschauer: 2.000 Schiedsrichter: Mindaugas Gatelis, Vaidas Mažeika |

| 19. Januar 2015 19:00 Uhr | Österreich                  | 25:25        | Tunesien                      | Ali Bin Hamad Al Attiya Arena, Doha Zuschauer: 4.500 Schiedsrichter: Nenad Nikolić, Dušan Stojković |
| 19. Januar 2015 19:00 Uhr | meiste Tore: Weber (9 Tore) | (14:15)      | meiste Tore: Bannour (7 Tore) | Ali Bin Hamad Al Attiya Arena, Doha Zuschauer: 4.500 Schiedsrichter: Nenad Nikolić, Dušan Stojković |
| 19. Januar 2015 19:00 Uhr | Strafen: 3× 4×              | Spielbericht | Strafen: 3× 5×                | Ali Bin Hamad Al Attiya Arena, Doha Zuschauer: 4.500 Schiedsrichter: Nenad Nikolić, Dušan Stojković |

| 21. Januar 2015 15:00 Uhr | Iran                   | 26:38        | Österreich              | Ali Bin Hamad Al Attiya Arena, Doha Zuschauer: 500 Schiedsrichter: Mohamed Rashed, Tamer Elsayed |
| 21. Januar 2015 15:00 Uhr | meiste Tore: Sajad (5) | (13:18)      | meiste Tore: Santos (8) | Ali Bin Hamad Al Attiya Arena, Doha Zuschauer: 500 Schiedsrichter: Mohamed Rashed, Tamer Elsayed |
| 21. Januar 2015 15:00 Uhr | Strafen: 1× 5×         | Spielbericht | Strafen: 3× 5×          | Ali Bin Hamad Al Attiya Arena, Doha Zuschauer: 500 Schiedsrichter: Mohamed Rashed, Tamer Elsayed |

| 21. Januar 2015 17:00 Uhr | Bosnien-Herzegowina             | 24:27        | Tunesien                        | Ali Bin Hamad Al Attiya Arena, Doha Zuschauer: 5.500 Schiedsrichter: Duarte Santos, Ricardo Luis Fonseca |
| 21. Januar 2015 17:00 Uhr | meiste Tore: Malinović (5 Tore) | (14:15)      | meiste Tore: Boughanmi (7 Tore) | Ali Bin Hamad Al Attiya Arena, Doha Zuschauer: 5.500 Schiedsrichter: Duarte Santos, Ricardo Luis Fonseca |
| 21. Januar 2015 17:00 Uhr | Strafen: 4× 6×                  | Spielbericht | Strafen: 3× 5×                  | Ali Bin Hamad Al Attiya Arena, Doha Zuschauer: 5.500 Schiedsrichter: Duarte Santos, Ricardo Luis Fonseca |

| 21. Januar 2015 17:00 Uhr | Mazedonien                    | 26:29        | Kroatien                    | Duhail Sports Hall, Doha Zuschauer: 2.000 Schiedsrichter: Václav Horáček, Jiří Novotný |
| 21. Januar 2015 17:00 Uhr | meiste Tore: Lazarov (7 Tore) | (14:15)      | meiste Tore: Čupić (9 Tore) | Duhail Sports Hall, Doha Zuschauer: 2.000 Schiedsrichter: Václav Horáček, Jiří Novotný |
| 21. Januar 2015 17:00 Uhr | Strafen: 4× 6×                | Spielbericht | Strafen: 4× 6×              | Duhail Sports Hall, Doha Zuschauer: 2.000 Schiedsrichter: Václav Horáček, Jiří Novotný |

| 23. Januar 2015 15:00 Uhr | Tunesien                     | 30:23        | Iran                           | Ali Bin Hamad Al Attiya Arena, Doha Zuschauer: 4.500 Schiedsrichter: Michael Johansson, Jasmin Kliko |
| 23. Januar 2015 15:00 Uhr | meiste Tore: Touati (7 Tore) | (12:12)      | meiste Tore: Karamian (4 Tore) | Ali Bin Hamad Al Attiya Arena, Doha Zuschauer: 4.500 Schiedsrichter: Michael Johansson, Jasmin Kliko |
| 23. Januar 2015 15:00 Uhr | Strafen: 4× 3×               | Spielbericht | Strafen: 1× 5×                 | Ali Bin Hamad Al Attiya Arena, Doha Zuschauer: 4.500 Schiedsrichter: Michael Johansson, Jasmin Kliko |

| 23. Januar 2015 17:00 Uhr | Mazedonien                    | 36:31        | Österreich                     | Ali Bin Hamad Al Attiya Arena, Doha Zuschauer: 1.000 Schiedsrichter: Martin Gjeding, Mads Hansen |
| 23. Januar 2015 17:00 Uhr | meiste Tore: Lazarov (9 Tore) | (16:16)      | meiste Tore: Szilágyi (7 Tore) | Ali Bin Hamad Al Attiya Arena, Doha Zuschauer: 1.000 Schiedsrichter: Martin Gjeding, Mads Hansen |
| 23. Januar 2015 17:00 Uhr | Strafen: 2× 5×                | Spielbericht | Strafen: 2× 7× 1×              | Ali Bin Hamad Al Attiya Arena, Doha Zuschauer: 1.000 Schiedsrichter: Martin Gjeding, Mads Hansen |

| 23. Januar 2015 17:00 Uhr | Kroatien                      | 28:21        | Bosnien-Herzegowina               | Duhail Sports Hall, Doha Zuschauer: 800 Schiedsrichter: Laurent Reveret, Stevann Pichon |
| 23. Januar 2015 17:00 Uhr | meiste Tore: Karačić (6 Tore) | (17:8)       | meiste Tore: Toromanović (7 Tore) | Duhail Sports Hall, Doha Zuschauer: 800 Schiedsrichter: Laurent Reveret, Stevann Pichon |
| 23. Januar 2015 17:00 Uhr | Strafen: 3× 4×                | Spielbericht | Strafen: 2× 6× 1×                 | Duhail Sports Hall, Doha Zuschauer: 800 Schiedsrichter: Laurent Reveret, Stevann Pichon |

#### Gruppe C
| Pl. | Land       | Sp. | S | U | N | Tore      | Diff. | Punkte |
| --- | ---------- | --- | - | - | - | --------- | ----- | ------ |
| 1.  | Frankreich | 5   | 4 | 1 | 0 | 0143:1280 | +15   | 9      |
| 2.  | Schweden   | 5   | 3 | 1 | 1 | 0137:1090 | +28   | 7      |
| 3.  | Island     | 5   | 2 | 1 | 2 | 0127:1350 | −8    | 5      |
| 4.  | Ägypten    | 5   | 2 | 1 | 2 | 0135:1250 | +10   | 5      |
| 5.  | Tschechien | 5   | 2 | 0 | 3 | 0145:1380 | +7    | 4      |
| 6.  | Algerien   | 5   | 0 | 0 | 5 | 0109:1610 | −52   | 0      |

| 16. Januar 2015 17:00 Uhr | Algerien                       | 20:34        | Ägypten                      | Ali Bin Hamad Al Attiya Arena, Doha Zuschauer: 5.500 Schiedsrichter: Ángel Sabroso, Óscar Raluy |
| 16. Januar 2015 17:00 Uhr | meiste Tore: Kaabeche (6 Tore) | (9:17)       | meiste Tore: Hassan (5 Tore) | Ali Bin Hamad Al Attiya Arena, Doha Zuschauer: 5.500 Schiedsrichter: Ángel Sabroso, Óscar Raluy |
| 16. Januar 2015 17:00 Uhr | Strafen: 3× 6×                 | Spielbericht | Strafen: 3× 7×               | Ali Bin Hamad Al Attiya Arena, Doha Zuschauer: 5.500 Schiedsrichter: Ángel Sabroso, Óscar Raluy |

| 16. Januar 2015 19:00 Uhr | Frankreich                                 | 30:27        | Tschechien                  | Duhail Sports Hall, Doha Zuschauer: 1.800 Schiedsrichter: Mads Hansen, Martin Gjeding |
| 16. Januar 2015 19:00 Uhr | meiste Tore: N. Karabatić, Guigou (7 Tore) | (16:9)       | meiste Tore: Horák (8 Tore) | Duhail Sports Hall, Doha Zuschauer: 1.800 Schiedsrichter: Mads Hansen, Martin Gjeding |
| 16. Januar 2015 19:00 Uhr | Strafen: 2× 6×                             | Spielbericht | Strafen: 3× 10× 1×          | Duhail Sports Hall, Doha Zuschauer: 1.800 Schiedsrichter: Mads Hansen, Martin Gjeding |

| 16. Januar 2015 19:00 Uhr | Schweden                     | 24:16        | Island                        | Ali Bin Hamad Al Attiya Arena, Doha Zuschauer: 1.000 Schiedsrichter: Jesus Menezes, Rogério Pinto |
| 16. Januar 2015 19:00 Uhr | meiste Tore: Ekberg (7 Tore) | (12:7)       | meiste Tore: Atlason (5 Tore) | Ali Bin Hamad Al Attiya Arena, Doha Zuschauer: 1.000 Schiedsrichter: Jesus Menezes, Rogério Pinto |
| 16. Januar 2015 19:00 Uhr | Strafen: 3× 7×               | Spielbericht | Strafen: 3× 6×                | Ali Bin Hamad Al Attiya Arena, Doha Zuschauer: 1.000 Schiedsrichter: Jesus Menezes, Rogério Pinto |

| 18. Januar 2015 17:00 Uhr | Island                           | 32:24        | Algerien                      | Ali Bin Hamad Al Attiya Arena, Doha Zuschauer: 2.000 Schiedsrichter: Matija Gubica, Boris Milošević |
| 18. Januar 2015 17:00 Uhr | meiste Tore: Sigurðsson (8 Tore) | (12:13)      | meiste Tore: Berkous (5 Tore) | Ali Bin Hamad Al Attiya Arena, Doha Zuschauer: 2.000 Schiedsrichter: Matija Gubica, Boris Milošević |
| 18. Januar 2015 17:00 Uhr | Strafen: 3× 6× 1×                | Spielbericht | Strafen: 4× 3×                | Ali Bin Hamad Al Attiya Arena, Doha Zuschauer: 2.000 Schiedsrichter: Matija Gubica, Boris Milošević |

| 18. Januar 2015 19:00 Uhr | Ägypten                    | 24:28        | Frankreich                         | Duhail Sports Hall, Doha Zuschauer: 4.500 Schiedsrichter: Nenad Krstič, Peter Ljubič |
| 18. Januar 2015 19:00 Uhr | meiste Tore: Amer (5 Tore) | (11:14)      | meiste Tore: N. Karabatić (6 Tore) | Duhail Sports Hall, Doha Zuschauer: 4.500 Schiedsrichter: Nenad Krstič, Peter Ljubič |
| 18. Januar 2015 19:00 Uhr | Strafen: 3× 10×            | Spielbericht | Strafen: 3× 7×                     | Duhail Sports Hall, Doha Zuschauer: 4.500 Schiedsrichter: Nenad Krstič, Peter Ljubič |

| 18. Januar 2015 19:00 Uhr | Tschechien                         | 22:36        | Schweden                         | Ali Bin Hamad Al Attiya Arena, Doha Zuschauer: 1.000 Schiedsrichter: Lars Geipel, Marcus Helbig |
| 18. Januar 2015 19:00 Uhr | meiste Tore: Sobol, Babák (5 Tore) | (10:19)      | meiste Tore: Andersson (10 Tore) | Ali Bin Hamad Al Attiya Arena, Doha Zuschauer: 1.000 Schiedsrichter: Lars Geipel, Marcus Helbig |
| 18. Januar 2015 19:00 Uhr | Strafen: 3× 6× 1×                  | Spielbericht | Strafen: 3× 5×                   | Ali Bin Hamad Al Attiya Arena, Doha Zuschauer: 1.000 Schiedsrichter: Lars Geipel, Marcus Helbig |

| 20. Januar 2015 17:00 Uhr | Tschechien                   | 24:27        | Ägypten                        | Ali Bin Hamad Al Attiya Arena, Doha Zuschauer: 6.500 Schiedsrichter: Saleh Bamutref, Mansour Al-Suwaidi |
| 20. Januar 2015 17:00 Uhr | meiste Tore: Hrstka (5 Tore) | (10:13)      | meiste Tore: El-Ahmar (5 Tore) | Ali Bin Hamad Al Attiya Arena, Doha Zuschauer: 6.500 Schiedsrichter: Saleh Bamutref, Mansour Al-Suwaidi |
| 20. Januar 2015 17:00 Uhr | Strafen: 3× 4×               | Spielbericht | Strafen: 3× 9×                 | Ali Bin Hamad Al Attiya Arena, Doha Zuschauer: 6.500 Schiedsrichter: Saleh Bamutref, Mansour Al-Suwaidi |

| 20. Januar 2015 19:00 Uhr | Schweden                      | 27:19        | Algerien                    | Ali Bin Hamad Al Attiya Arena, Doha Zuschauer: 1.000 Schiedsrichter: Gjorgji Načevski, Slave Nikolov |
| 20. Januar 2015 19:00 Uhr | meiste Tore: Källman (6 Tore) | (15:6)       | meiste Tore: Daoud (6 Tore) | Ali Bin Hamad Al Attiya Arena, Doha Zuschauer: 1.000 Schiedsrichter: Gjorgji Načevski, Slave Nikolov |
| 20. Januar 2015 19:00 Uhr | Strafen: 3× 6× 1×             | Spielbericht | Strafen: 3× 4×              | Ali Bin Hamad Al Attiya Arena, Doha Zuschauer: 1.000 Schiedsrichter: Gjorgji Načevski, Slave Nikolov |

| 20. Januar 2015 19:00 Uhr | Frankreich                         | 26:26        | Island                                         | Duhail Sports Hall, Doha Zuschauer: 2.500 Schiedsrichter: Duarte Santos, Ricardo Luis Fonseca |
| 20. Januar 2015 19:00 Uhr | meiste Tore: N. Karabatić (6 Tore) | (12:14)      | meiste Tore: Pálmarsson, Hallgrímsson (5 Tore) | Duhail Sports Hall, Doha Zuschauer: 2.500 Schiedsrichter: Duarte Santos, Ricardo Luis Fonseca |
| 20. Januar 2015 19:00 Uhr | Strafen: 3× 5× 1×                  | Spielbericht | Strafen: 4× 7×                                 | Duhail Sports Hall, Doha Zuschauer: 2.500 Schiedsrichter: Duarte Santos, Ricardo Luis Fonseca |

| 22. Januar 2015 17:00 Uhr | Schweden                      | 25:25        | Ägypten                       | Ali Bin Hamad Al Attiya Arena, Doha Zuschauer: 7.000 Schiedsrichter: Matija Gubica, Boris Milošević |
| 22. Januar 2015 17:00 Uhr | meiste Tore: Ekberg (10 Tore) | (10:10)      | meiste Tore: Elahmar (9 Tore) | Ali Bin Hamad Al Attiya Arena, Doha Zuschauer: 7.000 Schiedsrichter: Matija Gubica, Boris Milošević |
| 22. Januar 2015 17:00 Uhr | Strafen: 3× 6×                | Spielbericht | Strafen: 3× 7× 1×             | Ali Bin Hamad Al Attiya Arena, Doha Zuschauer: 7.000 Schiedsrichter: Matija Gubica, Boris Milošević |

| 22. Januar 2015 19:00 Uhr | Island                           | 25:36        | Tschechien                   | Ali Bin Hamad Al Attiya Arena, Doha Zuschauer: 500 Schiedsrichter: Bon-ok Koo, Seok Lee |
| 22. Januar 2015 19:00 Uhr | meiste Tore: Guðjónsson (5 Tore) | (11:21)      | meiste Tore: Jícha (11 Tore) | Ali Bin Hamad Al Attiya Arena, Doha Zuschauer: 500 Schiedsrichter: Bon-ok Koo, Seok Lee |
| 22. Januar 2015 19:00 Uhr | Strafen: 2× 7×                   | Spielbericht | Strafen: 3× 6×               | Ali Bin Hamad Al Attiya Arena, Doha Zuschauer: 500 Schiedsrichter: Bon-ok Koo, Seok Lee |

| 22. Januar 2015 19:00 Uhr | Algerien                       | 26:32        | Frankreich                   | Duhail Sports Hall, Doha Zuschauer: 2.000 Schiedsrichter: Nenad Nikolić, Dušan Stojković |
| 22. Januar 2015 19:00 Uhr | meiste Tore: Berkous (11 Tore) | (12:19)      | meiste Tore: Guigou (7 Tore) | Duhail Sports Hall, Doha Zuschauer: 2.000 Schiedsrichter: Nenad Nikolić, Dušan Stojković |
| 22. Januar 2015 19:00 Uhr | Strafen: 3× 9×                 | Spielbericht | Strafen: 3× 5×               | Duhail Sports Hall, Doha Zuschauer: 2.000 Schiedsrichter: Nenad Nikolić, Dušan Stojković |

| 24. Januar 2015 17:00 Uhr | Ägypten                              | 25:28        | Island                            | Ali Bin Hamad Al Attiya Arena, Doha Zuschauer: 5.500 Schiedsrichter: Nenad Nikolić, Dušan Stojković |
| 24. Januar 2015 17:00 Uhr | meiste Tore: Radwan, Hassan (5 Tore) | (10:15)      | meiste Tore: Sigurðsson (13 Tore) | Ali Bin Hamad Al Attiya Arena, Doha Zuschauer: 5.500 Schiedsrichter: Nenad Nikolić, Dušan Stojković |
| 24. Januar 2015 17:00 Uhr | Strafen: 3× 4×                       | Spielbericht | Strafen: 2× 7×                    | Ali Bin Hamad Al Attiya Arena, Doha Zuschauer: 5.500 Schiedsrichter: Nenad Nikolić, Dušan Stojković |

| 24. Januar 2015 19:00 Uhr | Algerien                            | 20:36        | Tschechien                  | Duhail Sports Hall, Doha Zuschauer: 500 Schiedsrichter: Kiyoshi Hizaki, Tomokazu Ikebuchi |
| 24. Januar 2015 19:00 Uhr | meiste Tore: Daoud, Hamoud (5 Tore) | (10:21)      | meiste Tore: Jícha (7 Tore) | Duhail Sports Hall, Doha Zuschauer: 500 Schiedsrichter: Kiyoshi Hizaki, Tomokazu Ikebuchi |
| 24. Januar 2015 19:00 Uhr | Strafen: 3× 1×                      | Spielbericht | Strafen: 3×                 | Duhail Sports Hall, Doha Zuschauer: 500 Schiedsrichter: Kiyoshi Hizaki, Tomokazu Ikebuchi |

| 24. Januar 2015 19:00 Uhr | Frankreich                 | 27:25        | Schweden                      | Ali Bin Hamad Al Attiya Arena, Doha Zuschauer: 3.000 Schiedsrichter: Óscar Raluy, Ángel Sabroso |
| 24. Januar 2015 19:00 Uhr | meiste Tore: Joli (9 Tore) | (11:12)      | meiste Tore: Källman (8 Tore) | Ali Bin Hamad Al Attiya Arena, Doha Zuschauer: 3.000 Schiedsrichter: Óscar Raluy, Ángel Sabroso |
| 24. Januar 2015 19:00 Uhr | Strafen: 4× 2× 1×          | Spielbericht | Strafen: 3× 4×                | Ali Bin Hamad Al Attiya Arena, Doha Zuschauer: 3.000 Schiedsrichter: Óscar Raluy, Ángel Sabroso |

#### Gruppe D
| Pl. | Land          | Sp. | S | U | N | Tore      | Diff. | Punkte |
| --- | ------------- | --- | - | - | - | --------- | ----- | ------ |
| 1.  | Deutschland   | 5   | 4 | 1 | 0 | 0150:1240 | +26   | 9      |
| 2.  | Dänemark      | 5   | 3 | 2 | 0 | 0154:1270 | +27   | 8      |
| 3.  | Polen         | 5   | 3 | 0 | 2 | 0135:1210 | +14   | 6      |
| 4.  | Argentinien   | 5   | 2 | 1 | 2 | 0132:1230 | +9    | 5      |
| 5.  | Russland      | 5   | 1 | 0 | 4 | 0133:1310 | +2    | 2      |
| 6.  | Saudi-Arabien | 5   | 0 | 0 | 5 | 087:1650  | −78   | 0      |

| 16. Januar 2015 13:00 Uhr | Russland                                  | 27:17        | Saudi-Arabien                   | Duhail Sports Hall, Doha Zuschauer: 500 Schiedsrichter: Kiyoshi Hizaki, Tomokazu Ikebuchi |
| 16. Januar 2015 13:00 Uhr | meiste Tore: Schitnikow, Derewen (4 Tore) | (17:9)       | meiste Tore: Alhannabi (4 Tore) | Duhail Sports Hall, Doha Zuschauer: 500 Schiedsrichter: Kiyoshi Hizaki, Tomokazu Ikebuchi |
| 16. Januar 2015 13:00 Uhr | Strafen: 2× 6× 1×                         | Spielbericht | Strafen: 4× 9×                  | Duhail Sports Hall, Doha Zuschauer: 500 Schiedsrichter: Kiyoshi Hizaki, Tomokazu Ikebuchi |

| 16. Januar 2015 17:00 Uhr | Polen                          | 26:29        | Deutschland                    | Lusail Multipurpose Hall, Lusail Zuschauer: 3.500 Schiedsrichter: Gjorgji Načevski, Slave Nikolov |
| 16. Januar 2015 17:00 Uhr | meiste Tore: Lijewski (7 Tore) | (13:17)      | meiste Tore: Weinhold (9 Tore) | Lusail Multipurpose Hall, Lusail Zuschauer: 3.500 Schiedsrichter: Gjorgji Načevski, Slave Nikolov |
| 16. Januar 2015 17:00 Uhr | Strafen: 4× 5×                 | Spielbericht | Strafen: 3× 6×                 | Lusail Multipurpose Hall, Lusail Zuschauer: 3.500 Schiedsrichter: Gjorgji Načevski, Slave Nikolov |

| 16. Januar 2015 19:00 Uhr | Dänemark                     | 24:24        | Argentinien                   | Lusail Multipurpose Hall, Lusail Zuschauer: 1.000 Schiedsrichter: Nenad Krstič, Peter Ljubič |
| 16. Januar 2015 19:00 Uhr | meiste Tore: Eggert (5 Tore) | (13:8)       | meiste Tore: Pizarro (8 Tore) | Lusail Multipurpose Hall, Lusail Zuschauer: 1.000 Schiedsrichter: Nenad Krstič, Peter Ljubič |
| 16. Januar 2015 19:00 Uhr | Strafen: 3× 7×               | Spielbericht | Strafen: 3× 7× 1×             | Lusail Multipurpose Hall, Lusail Zuschauer: 1.000 Schiedsrichter: Nenad Krstič, Peter Ljubič |

| 18. Januar 2015 17:00 Uhr | Argentinien                                          | 23:24        | Polen                                                 | Duhail Sports Hall, Doha Zuschauer: 3.000 Schiedsrichter: Václav Horáček, Jiří Novotný |
| 18. Januar 2015 17:00 Uhr | meiste Tore: Pizaro, S. Simonet, D. Simonet (5 Tore) | (12:11)      | meiste Tore: Lijewski, Krajewski, B. Jurecki (5 Tore) | Duhail Sports Hall, Doha Zuschauer: 3.000 Schiedsrichter: Václav Horáček, Jiří Novotný |
| 18. Januar 2015 17:00 Uhr | Strafen: 3× 6× 1×                                    | Spielbericht | Strafen: 4× 7×                                        | Duhail Sports Hall, Doha Zuschauer: 3.000 Schiedsrichter: Václav Horáček, Jiří Novotný |

| 18. Januar 2015 17:00 Uhr | Deutschland                      | 27:26        | Russland                       | Lusail Multipurpose Hall, Lusail Zuschauer: 600 Schiedsrichter: Michael Johansson, Jasmin Kliko |
| 18. Januar 2015 17:00 Uhr | meiste Tore: Gensheimer (9 Tore) | (9:13)       | meiste Tore: Igropulo (6 Tore) | Lusail Multipurpose Hall, Lusail Zuschauer: 600 Schiedsrichter: Michael Johansson, Jasmin Kliko |
| 18. Januar 2015 17:00 Uhr | Strafen: 3× 7×                   | Spielbericht | Strafen: 4× 8×                 | Lusail Multipurpose Hall, Lusail Zuschauer: 600 Schiedsrichter: Michael Johansson, Jasmin Kliko |

| 18. Januar 2015 19:00 Uhr | Saudi-Arabien                           | 18:38        | Dänemark                   | Lusail Multipurpose Hall, Lusail Zuschauer: 600 Schiedsrichter: Mohamed Rashed, Tamer Elsayed |
| 18. Januar 2015 19:00 Uhr | meiste Tore: Alsalem, Aljanabi (4 Tore) | (6:20)       | meiste Tore: Toft (8 Tore) | Lusail Multipurpose Hall, Lusail Zuschauer: 600 Schiedsrichter: Mohamed Rashed, Tamer Elsayed |
| 18. Januar 2015 19:00 Uhr | Strafen: 2× 4×                          | Spielbericht | Strafen: 3×                | Lusail Multipurpose Hall, Lusail Zuschauer: 600 Schiedsrichter: Mohamed Rashed, Tamer Elsayed |

| 20. Januar 2015 17:00 Uhr | Argentinien                   | 32:20        | Saudi-Arabien                  | Duhail Sports Hall, Doha Zuschauer: 1.000 Schiedsrichter: Samir Krichene, Samir Makhouf |
| 20. Januar 2015 17:00 Uhr | meiste Tore: Pizarro (7 Tore) | (13:11)      | meiste Tore: Aljanabi (5 Tore) | Duhail Sports Hall, Doha Zuschauer: 1.000 Schiedsrichter: Samir Krichene, Samir Makhouf |
| 20. Januar 2015 17:00 Uhr | Strafen: 4× 6×                | Spielbericht | Strafen: 3× 12× 2×             | Duhail Sports Hall, Doha Zuschauer: 1.000 Schiedsrichter: Samir Krichene, Samir Makhouf |

| 20. Januar 2015 17:00 Uhr | Polen                          | 26:25        | Russland                            | Lusail Multipurpose Hall, Lusail Zuschauer: 1.000 Schiedsrichter: Nenad Krstič, Peter Ljubič |
| 20. Januar 2015 17:00 Uhr | meiste Tore: Rojewski (6 Tore) | (12:13)      | meiste Tore: Schischkarjow (7 Tore) | Lusail Multipurpose Hall, Lusail Zuschauer: 1.000 Schiedsrichter: Nenad Krstič, Peter Ljubič |
| 20. Januar 2015 17:00 Uhr | Strafen: 3× 5×                 | Spielbericht | Strafen: 2× 5×                      | Lusail Multipurpose Hall, Lusail Zuschauer: 1.000 Schiedsrichter: Nenad Krstič, Peter Ljubič |

| 20. Januar 2015 19:00 Uhr | Dänemark                                   | 30:30        | Deutschland                    | Lusail Multipurpose Hall, Lusail Zuschauer: 2.000 Schiedsrichter: Óscar Raluy, Ángel Sabroso |
| 20. Januar 2015 19:00 Uhr | meiste Tore: Hansen, Christiansen (6 Tore) | (16:16)      | meiste Tore: Weinhold (8 Tore) | Lusail Multipurpose Hall, Lusail Zuschauer: 2.000 Schiedsrichter: Óscar Raluy, Ángel Sabroso |
| 20. Januar 2015 19:00 Uhr | Strafen: 3×                                | Spielbericht | Strafen: 4× 5×                 | Lusail Multipurpose Hall, Lusail Zuschauer: 2.000 Schiedsrichter: Óscar Raluy, Ángel Sabroso |

| 22. Januar 2015 17:00 Uhr | Deutschland                    | 28:23        | Argentinien                        | Lusail Multipurpose Hall, Lusail Zuschauer: 5.500 Schiedsrichter: Mindaugas Gatelis, Vaidas Mažeika |
| 22. Januar 2015 17:00 Uhr | meiste Tore: Groetzki (7 Tore) | (13:14)      | meiste Tore: F. Fernández (6 Tore) | Lusail Multipurpose Hall, Lusail Zuschauer: 5.500 Schiedsrichter: Mindaugas Gatelis, Vaidas Mažeika |
| 22. Januar 2015 17:00 Uhr | Strafen: 3× 6×                 | Spielbericht | Strafen: 4× 6×                     | Lusail Multipurpose Hall, Lusail Zuschauer: 5.500 Schiedsrichter: Mindaugas Gatelis, Vaidas Mažeika |

| 22. Januar 2015 17:00 Uhr | Polen                          | 32:13        | Saudi-Arabien                    | Duhail Sports Hall, Doha Zuschauer: 800 Schiedsrichter: Michael Johansson, Jasmin Kliko |
| 22. Januar 2015 17:00 Uhr | meiste Tore: Syprzak (10 Tore) | (17:6)       | meiste Tore: Alabdulali (4 Tore) | Duhail Sports Hall, Doha Zuschauer: 800 Schiedsrichter: Michael Johansson, Jasmin Kliko |
| 22. Januar 2015 17:00 Uhr | Strafen: 3×                    | Spielbericht | Strafen: 3× 4× 1×                | Duhail Sports Hall, Doha Zuschauer: 800 Schiedsrichter: Michael Johansson, Jasmin Kliko |

| 22. Januar 2015 19:00 Uhr | Russland                            | 28:31        | Dänemark                      | Lusail Multipurpose Hall, Lusail Zuschauer: 10.500 Schiedsrichter: Gjorgji Načevski, Slave Nikolov |
| 22. Januar 2015 19:00 Uhr | meiste Tore: Schischkarjow (8 Tore) | (8:16)       | meiste Tore: Schmidt (9 Tore) | Lusail Multipurpose Hall, Lusail Zuschauer: 10.500 Schiedsrichter: Gjorgji Načevski, Slave Nikolov |
| 22. Januar 2015 19:00 Uhr | Strafen: 3× 1×                      | Spielbericht | Strafen: 3× 2×                | Lusail Multipurpose Hall, Lusail Zuschauer: 10.500 Schiedsrichter: Gjorgji Načevski, Slave Nikolov |

| 24. Januar 2015 17:00 Uhr | Saudi-Arabien                                 | 19:36        | Deutschland                           | Lusail Multipurpose Hall, Lusail Zuschauer: 3.500 Schiedsrichter: Duarte Santos, Ricardo Luis Fonseca |
| 24. Januar 2015 17:00 Uhr | meiste Tore: Alabas, Alzaer, Alsalem (3 Tore) | (8:18)       | meiste Tore: Musche, Sellin (11 Tore) | Lusail Multipurpose Hall, Lusail Zuschauer: 3.500 Schiedsrichter: Duarte Santos, Ricardo Luis Fonseca |
| 24. Januar 2015 17:00 Uhr | Strafen: 3× 6×                                | Spielbericht | Strafen: 3× 5×                        | Lusail Multipurpose Hall, Lusail Zuschauer: 3.500 Schiedsrichter: Duarte Santos, Ricardo Luis Fonseca |

| 24. Januar 2015 17:00 Uhr | Russland                            | 27:30        | Argentinien                   | Duhail Sports Hall, Doha Zuschauer: 500 Schiedsrichter: Saleh Bamutref, Mansour Al-Suwaidi |
| 24. Januar 2015 17:00 Uhr | meiste Tore: Schischkarjow (7 Tore) | (16:17)      | meiste Tore: Pizarro (9 Tore) | Duhail Sports Hall, Doha Zuschauer: 500 Schiedsrichter: Saleh Bamutref, Mansour Al-Suwaidi |
| 24. Januar 2015 17:00 Uhr | Strafen: 3× 8× 1×                   | Spielbericht | Strafen: 4× 1×                | Duhail Sports Hall, Doha Zuschauer: 500 Schiedsrichter: Saleh Bamutref, Mansour Al-Suwaidi |

| 24. Januar 2015 19:00 Uhr | Dänemark                       | 31:27        | Polen                                      | Lusail Multipurpose Hall, Lusail Zuschauer: 6.000 Schiedsrichter: Matija Gubica, Boris Milošević |
| 24. Januar 2015 19:00 Uhr | meiste Tore: Lindberg (6 Tore) | (16:12)      | meiste Tore: Rojewski, B. Jurecki (5 Tore) | Lusail Multipurpose Hall, Lusail Zuschauer: 6.000 Schiedsrichter: Matija Gubica, Boris Milošević |
| 24. Januar 2015 19:00 Uhr | Strafen: 3× 5×                 | Spielbericht | Strafen: 4× 3×                             | Lusail Multipurpose Hall, Lusail Zuschauer: 6.000 Schiedsrichter: Matija Gubica, Boris Milošević |

### Finalrunde
Ab der Finalrunde werden die Spiele im K.-o.-System ausgetragen. Im Falle eines Unentschiedens nach regulärer Spielzeit findet eine Verlängerung mit 2x5min Spielzeit statt. Endet auch die 1. Verlängerung mit einem Unentschieden, wird eine 2. Verlängerung mit ebenfalls 2x5min gespielt. Sollte dann immer noch keine Mannschaft in Führung liegen, wird das Spiel in einem Siebenmeterwerfen entschieden.

#### Übersicht
|  | Achtelfinale | Achtelfinale | Achtelfinale |             |            | Viertelfinale    | Viertelfinale    | Viertelfinale    |    |  | Halbfinale | Halbfinale | Halbfinale |  |  | Finale | Finale | Finale |
|  |              |              |              |             |            |                  |                  |                  |    |  |            |            |            |  |  |        |        |        |
|  | B1           | Kroatien     | 26           |             |            |                  |                  |                  |    |  |            |            |            |  |  |        |        |        |
|  | A4           | Brasilien    | 25           |             |            |                  |                  |                  |    |  |            |            |            |  |  |        |        |        |
|  | A4           | Brasilien    | 25           | B1          | Kroatien   | 22               |                  |                  |    |  |            |            |            |  |  |        |        |        |
|  |              |              |              | B1          | Kroatien   | 22               |                  |                  |    |  |            |            |            |  |  |        |        |        |
|  |              |              | D3           | Polen       | 24         |                  |                  |                  |    |  |            |            |            |  |  |        |        |        |
|  | D3           | Polen        | D3           | Polen       | 24         | 24               |                  |                  |    |  |            |            |            |  |  |        |        |        |
|  | D3           | Polen        |              |             |            | 24               |                  |                  |    |  |            |            |            |  |  |        |        |        |
|  | C2           | Schweden     | 20           |             |            |                  |                  |                  |    |  |            |            |            |  |  |        |        |        |
|  | C2           | Schweden     | 20           | D3          | Polen      | 29               |                  |                  |    |  |            |            |            |  |  |        |        |        |
|  |              |              |              | D3          | Polen      | 29               |                  |                  |    |  |            |            |            |  |  |        |        |        |
|  |              | A2           | Katar        | 31          |            |                  |                  |                  |    |  |            |            |            |  |  |        |        |        |
|  | B3           | A2           | Katar        | 31          | Österreich | 27               |                  |                  |    |  |            |            |            |  |  |        |        |        |
|  | B3           |              |              |             | Österreich | 27               |                  |                  |    |  |            |            |            |  |  |        |        |        |
|  | A2           | Katar        | 29           |             |            |                  |                  |                  |    |  |            |            |            |  |  |        |        |        |
|  | A2           | Katar        | 29           | A2          | Katar      | 26               |                  |                  |    |  |            |            |            |  |  |        |        |        |
|  |              |              |              | A2          | Katar      | 26               |                  |                  |    |  |            |            |            |  |  |        |        |        |
|  |              |              | D1           | Deutschland | 24         |                  |                  |                  |    |  |            |            |            |  |  |        |        |        |
|  | D1           | Deutschland  | D1           | Deutschland | 24         | 23               |                  |                  |    |  |            |            |            |  |  |        |        |        |
|  | D1           | Deutschland  |              |             |            |                  |                  |                  |    |  |            |            |            |  |  |        |        |        |
|  | C4           | Ägypten      | 16           |             |            |                  |                  |                  |    |  |            |            |            |  |  |        |        |        |
|  | C4           | Ägypten      | 16           | A2          | Katar      | 22               |                  |                  |    |  |            |            |            |  |  |        |        |        |
|  |              |              |              |             |            |                  |                  |                  |    |  |            |            |            |  |  |        |        |        |
|  |              | C1           | Frankreich   | 25          |            |                  |                  |                  |    |  |            |            |            |  |  |        |        |        |
|  | C3           | C1           | Frankreich   | 25          | Island     | 25               |                  |                  |    |  |            |            |            |  |  |        |        |        |
|  | C3           |              |              |             | Island     | 25               |                  |                  |    |  |            |            |            |  |  |        |        |        |
|  | D2           | Dänemark     | 30           |             |            |                  |                  |                  |    |  |            |            |            |  |  |        |        |        |
|  | D2           | Dänemark     | 30           | D2          | Dänemark   | 24               |                  |                  |    |  |            |            |            |  |  |        |        |        |
|  |              |              |              | D2          | Dänemark   | 24               |                  |                  |    |  |            |            |            |  |  |        |        |        |
|  |              |              | A1           | Spanien     | 25         |                  |                  |                  |    |  |            |            |            |  |  |        |        |        |
|  | A1           | Spanien      | A1           | Spanien     | 25         | 28               |                  |                  |    |  |            |            |            |  |  |        |        |        |
|  | A1           | Spanien      |              |             |            | 28               |                  |                  |    |  |            |            |            |  |  |        |        |        |
|  | B4           | Tunesien     | 20           |             |            |                  |                  |                  |    |  |            |            |            |  |  |        |        |        |
|  | B4           | Tunesien     | 20           | A1          | Spanien    | 22               |                  |                  |    |  |            |            |            |  |  |        |        |        |
|  |              |              |              | A1          | Spanien    | 22               |                  |                  |    |  |            |            |            |  |  |        |        |        |
|  |              | C1           | Frankreich   | 26          |            |                  |                  |                  |    |  |            |            |            |  |  |        |        |        |
|  | A3           | C1           | Frankreich   | 26          | Slowenien  | 30               |                  |                  |    |  |            |            |            |  |  |        |        |        |
|  | A3           |              |              |             |            |                  |                  |                  |    |  |            |            |            |  |  |        |        |        |
|  | B2           | Mazedonien   | 28           |             |            | Spiel um Platz 3 | Spiel um Platz 3 | Spiel um Platz 3 |    |  |            |            |            |  |  |        |        |        |
|  | B2           | Mazedonien   | 28           | A3          | Slowenien  | Spiel um Platz 3 | Spiel um Platz 3 | Spiel um Platz 3 | 23 |  |            |            |            |  |  |        |        |        |
|  |              |              |              | A3          | Slowenien  | D3               | Polen            | 29               | 23 |  |            |            |            |  |  |        |        |        |
|  |              |              | C1           | Frankreich  | 32         | D3               | Polen            | 29               |    |  |            |            |            |  |  |        |        |        |
|  | C1           | Frankreich   | C1           | Frankreich  | 32         | 33               | A1               | Spanien          | 28 |  |            |            |            |  |  |        |        |        |
|  | C1           | Frankreich   |              |             |            |                  |                  | Spanien          | 28 |  |            |            |            |  |  |        |        |        |
|  | D4           | Argentinien  | 20           |             |            |                  |                  |                  |    |  |            |            |            |  |  |        |        |        |

#### Platzierung
|  | Platzierungsrunde Platz 5–8 | Platzierungsrunde Platz 5–8 | Platzierungsrunde Platz 5–8 |    |          | Spiel um Platz 5 | Spiel um Platz 5 | Spiel um Platz 5 |
|  |                             |                             |                             |    |          |                  |                  |                  |
|  |                             |                             |                             |    |          |                  |                  |                  |
|  | B1                          | Kroatien                    | 28                          |    |          |                  |                  |                  |
|  | D1                          | Deutschland                 | 23                          |    |          |                  |                  |                  |
|  |                             |                             |                             | B1 | Kroatien | 24               |                  |                  |
|  |                             |                             |                             |    | D2       | Dänemark         | 28               |                  |
|  | D2                          | Dänemark                    | 36                          |    |          |                  |                  |                  |
|  | A3                          | Slowenien                   | 33                          |    |          | Spiel um Platz 7 | Spiel um Platz 7 | Spiel um Platz 7 |
|  |                             |                             |                             |    |          | D1               | Deutschland      | 30               |
|  | A3                          | Slowenien                   | 27                          |    |          |                  |                  |                  |
|  |                             |                             |                             |    |          |                  |                  |                  |

#### Achtelfinale
| 25. Januar 2015 16:30 Uhr | Österreich                  | 27:29        | Katar                          | Lusail Multipurpose Hall, Lusail Zuschauer: 12.200 Schiedsrichter: Matija Gubica, Boris Milošević |
| 25. Januar 2015 16:30 Uhr | meiste Tore: Weber (8 Tore) | (14:13)      | meiste Tore: Marković (8 Tore) | Lusail Multipurpose Hall, Lusail Zuschauer: 12.200 Schiedsrichter: Matija Gubica, Boris Milošević |
| 25. Januar 2015 16:30 Uhr | Strafen: 4× 7×              | Spielbericht | Strafen: 2× 4×                 | Lusail Multipurpose Hall, Lusail Zuschauer: 12.200 Schiedsrichter: Matija Gubica, Boris Milošević |

| 25. Januar 2015 16:30 Uhr | Slowenien                   | 30:28        | Mazedonien                                 | Ali Bin Hamad Al Attiya Arena, Doha Zuschauer: 800 Schiedsrichter: Mindaugas Gatelis, Vaidas Mažeika |
| 25. Januar 2015 16:30 Uhr | meiste Tore: Gajič (9 Tore) | (16:15)      | meiste Tore: Lazarov, Georgievski (7 Tore) | Ali Bin Hamad Al Attiya Arena, Doha Zuschauer: 800 Schiedsrichter: Mindaugas Gatelis, Vaidas Mažeika |
| 25. Januar 2015 16:30 Uhr | Strafen: 4× 9×              | Spielbericht | Strafen: 3× 4× 1×                          | Ali Bin Hamad Al Attiya Arena, Doha Zuschauer: 800 Schiedsrichter: Mindaugas Gatelis, Vaidas Mažeika |

| 25. Januar 2015 19:00 Uhr | Spanien                      | 28:20        | Tunesien                        | Lusail Multipurpose Hall, Lusail Zuschauer: 5.500 Schiedsrichter: Gjorgji Načevski, Slave Nikolov |
| 25. Januar 2015 19:00 Uhr | meiste Tore: Ugalde (6 Tore) | (18:9)       | meiste Tore: Boughanmi (5 Tore) | Lusail Multipurpose Hall, Lusail Zuschauer: 5.500 Schiedsrichter: Gjorgji Načevski, Slave Nikolov |
| 25. Januar 2015 19:00 Uhr | Strafen: 3× 5×               | Spielbericht | Strafen: 3×                     | Lusail Multipurpose Hall, Lusail Zuschauer: 5.500 Schiedsrichter: Gjorgji Načevski, Slave Nikolov |

| 25. Januar 2015 19:00 Uhr | Kroatien                      | 26:25        | Brasilien                   | Ali Bin Hamad Al Attiya Arena, Doha Zuschauer: 800 Schiedsrichter: Saleh Bamutref, Mansour Al-Suwaidi |
| 25. Januar 2015 19:00 Uhr | meiste Tore: Kopljar (5 Tore) | (13:15)      | meiste Tore: Silva (5 Tore) | Ali Bin Hamad Al Attiya Arena, Doha Zuschauer: 800 Schiedsrichter: Saleh Bamutref, Mansour Al-Suwaidi |
| 25. Januar 2015 19:00 Uhr | Strafen: 2× 1×                | Spielbericht | Strafen: 3× 5×              | Ali Bin Hamad Al Attiya Arena, Doha Zuschauer: 800 Schiedsrichter: Saleh Bamutref, Mansour Al-Suwaidi |

| 26. Januar 2015 16:30 Uhr | Deutschland                      | 23:16        | Ägypten                               | Lusail Multipurpose Hall, Lusail Zuschauer: 12.500 Schiedsrichter: Václav Horáček, Jiří Novotný |
| 26. Januar 2015 16:30 Uhr | meiste Tore: Gensheimer (6 Tore) | (12:8)       | meiste Tore: Elahmar, Hassan (4 Tore) | Lusail Multipurpose Hall, Lusail Zuschauer: 12.500 Schiedsrichter: Václav Horáček, Jiří Novotný |
| 26. Januar 2015 16:30 Uhr | Strafen: 3× 7×                   | Spielbericht | Strafen: 3× 5× 1×                     | Lusail Multipurpose Hall, Lusail Zuschauer: 12.500 Schiedsrichter: Václav Horáček, Jiří Novotný |

| 26. Januar 2015 16:30 Uhr | Polen                                        | 24:20        | Schweden                       | Ali Bin Hamad Al Attiya Arena, Doha Zuschauer: 1.500 Schiedsrichter: Nenad Krstič, Peter Ljubič |
| 26. Januar 2015 16:30 Uhr | meiste Tore: M. Jurecki, B. Jurecki (5 Tore) | (10:11)      | meiste Tore: Petersen (5 Tore) | Ali Bin Hamad Al Attiya Arena, Doha Zuschauer: 1.500 Schiedsrichter: Nenad Krstič, Peter Ljubič |
| 26. Januar 2015 16:30 Uhr | Strafen: 2× 3×                               | Spielbericht | Strafen: 3× 6×                 | Ali Bin Hamad Al Attiya Arena, Doha Zuschauer: 1.500 Schiedsrichter: Nenad Krstič, Peter Ljubič |

| 26. Januar 2015 19:00 Uhr | Island                          | 25:30        | Dänemark                      | Lusail Multipurpose Hall, Lusail Zuschauer: 3.000 Schiedsrichter: Laurent Reveret, Stevann Pichon |
| 26. Januar 2015 19:00 Uhr | meiste Tore: Petersson (7 Tore) | (10:16)      | meiste Tore: Schmidt (6 Tore) | Lusail Multipurpose Hall, Lusail Zuschauer: 3.000 Schiedsrichter: Laurent Reveret, Stevann Pichon |
| 26. Januar 2015 19:00 Uhr | Strafen: 4× 2×                  | Spielbericht | Strafen: 3× 5×                | Lusail Multipurpose Hall, Lusail Zuschauer: 3.000 Schiedsrichter: Laurent Reveret, Stevann Pichon |

| 26. Januar 2015 19:00 Uhr | Frankreich                  | 33:20        | Argentinien                 | Ali Bin Hamad Al Attiya Arena, Doha Zuschauer: 1.500 Schiedsrichter: Martin Gjeding, Mads Hansen |
| 26. Januar 2015 19:00 Uhr | meiste Tore: Porte (6 Tore) | (16:6)       | meiste Tore: Carou (4 Tore) | Ali Bin Hamad Al Attiya Arena, Doha Zuschauer: 1.500 Schiedsrichter: Martin Gjeding, Mads Hansen |
| 26. Januar 2015 19:00 Uhr | Strafen: 2× 4×              | Spielbericht | Strafen: 2× 1×              | Ali Bin Hamad Al Attiya Arena, Doha Zuschauer: 1.500 Schiedsrichter: Martin Gjeding, Mads Hansen |

#### Viertelfinale
| 28. Januar 2015 16:30 Uhr | Kroatien                               | 22:24        | Polen                            | Ali Bin Hamad Al Attiya Arena, Doha Zuschauer: 1.500 Schiedsrichter: Martin Gjeding, Mads Hansen |
| 28. Januar 2015 16:30 Uhr | meiste Tore: Duvnjak, Kopljar (5 Tore) | (10:12)      | meiste Tore: Jurkiewicz (6 Tore) | Ali Bin Hamad Al Attiya Arena, Doha Zuschauer: 1.500 Schiedsrichter: Martin Gjeding, Mads Hansen |
| 28. Januar 2015 16:30 Uhr | Strafen: 3×                            | Spielbericht | Strafen: 4× 3×                   | Ali Bin Hamad Al Attiya Arena, Doha Zuschauer: 1.500 Schiedsrichter: Martin Gjeding, Mads Hansen |

| 28. Januar 2015 16:30 Uhr | Katar                        | 26:24        | Deutschland                      | Lusail Multipurpose Hall, Lusail Zuschauer: 15.000 Schiedsrichter: Gjorgji Načevski, Slave Nikolov |
| 28. Januar 2015 16:30 Uhr | meiste Tore: Capote (8 Tore) | (18:14)      | meiste Tore: Gensheimer (5 Tore) | Lusail Multipurpose Hall, Lusail Zuschauer: 15.000 Schiedsrichter: Gjorgji Načevski, Slave Nikolov |
| 28. Januar 2015 16:30 Uhr | Strafen: 3× 2×               | Spielbericht | Strafen: 4× 3×                   | Lusail Multipurpose Hall, Lusail Zuschauer: 15.000 Schiedsrichter: Gjorgji Načevski, Slave Nikolov |

| 28. Januar 2015 19:00 Uhr | Slowenien                       | 23:32        | Frankreich                     | Ali Bin Hamad Al Attiya Arena, Doha Zuschauer: 2.500 Schiedsrichter: Václav Horáček, Jiří Novotný |
| 28. Januar 2015 19:00 Uhr | meiste Tore: L. Žvižej (6 Tore) | (10:18)      | meiste Tore: Narcisse (6 Tore) | Ali Bin Hamad Al Attiya Arena, Doha Zuschauer: 2.500 Schiedsrichter: Václav Horáček, Jiří Novotný |
| 28. Januar 2015 19:00 Uhr | Strafen: 4× 5×                  | Spielbericht | Strafen: 2×                    | Ali Bin Hamad Al Attiya Arena, Doha Zuschauer: 2.500 Schiedsrichter: Václav Horáček, Jiří Novotný |

| 28. Januar 2015 19:00 Uhr | Dänemark                             | 24:25        | Spanien                       | Lusail Multipurpose Hall, Lusail Zuschauer: 9.000 Schiedsrichter: Lars Geipel, Marcus Helbig |
| 28. Januar 2015 19:00 Uhr | meiste Tore: Eggert, Hansen (6 Tore) | (11:11)      | meiste Tore: Rivera (10 Tore) | Lusail Multipurpose Hall, Lusail Zuschauer: 9.000 Schiedsrichter: Lars Geipel, Marcus Helbig |
| 28. Januar 2015 19:00 Uhr | Strafen: 4× 3×                       | Spielbericht | Strafen: 3×                   | Lusail Multipurpose Hall, Lusail Zuschauer: 9.000 Schiedsrichter: Lars Geipel, Marcus Helbig |

#### Platzierungsspiele Platz 5–8
| 30. Januar 2015 14:00 Uhr | Kroatien                     | 28:23        | Deutschland                                  | Ali Bin Hamad Al Attiya Arena, Doha Zuschauer: 800 Schiedsrichter: Óscar Raluy, Ángel Sabroso |
| 30. Januar 2015 14:00 Uhr | meiste Tore: Štrlek (8 Tore) | (13:11)      | meiste Tore: Gensheimer, Schöngarth (6 Tore) | Ali Bin Hamad Al Attiya Arena, Doha Zuschauer: 800 Schiedsrichter: Óscar Raluy, Ángel Sabroso |
| 30. Januar 2015 14:00 Uhr | Strafen: 3× 2×               | Spielbericht | Strafen: 4× 2×                               | Ali Bin Hamad Al Attiya Arena, Doha Zuschauer: 800 Schiedsrichter: Óscar Raluy, Ángel Sabroso |

| 30. Januar 2015 16:30 Uhr | Dänemark                    | 36:33        | Slowenien                    | Ali Bin Hamad Al Attiya Arena, Doha Zuschauer: 500 Schiedsrichter: Saleh Bamutref, Mansour Al-Suwaidi |
| 30. Januar 2015 16:30 Uhr | meiste Tore: Svan (13 Tore) | (19:15)      | meiste Tore: Gajič (12 Tore) | Ali Bin Hamad Al Attiya Arena, Doha Zuschauer: 500 Schiedsrichter: Saleh Bamutref, Mansour Al-Suwaidi |
| 30. Januar 2015 16:30 Uhr | Strafen: 3× 4×              | Spielbericht | Strafen: 2× 5× 2 a×          | Ali Bin Hamad Al Attiya Arena, Doha Zuschauer: 500 Schiedsrichter: Saleh Bamutref, Mansour Al-Suwaidi |

##### Spiel um Platz 7
| 31. Januar 2015 14:30 Uhr | Deutschland                       | 30:27        | Slowenien                   | Lusail Multipurpose Hall, Lusail Zuschauer: 1.000 Schiedsrichter: Jiří Novotný, Václav Horáček |
| 31. Januar 2015 14:30 Uhr | meiste Tore: Gensheimer (13 Tore) | (16:14)      | meiste Tore: Natek (9 Tore) | Lusail Multipurpose Hall, Lusail Zuschauer: 1.000 Schiedsrichter: Jiří Novotný, Václav Horáček |
| 31. Januar 2015 14:30 Uhr | Strafen: 3×                       | Spielbericht | Strafen: 3× 1×              | Lusail Multipurpose Hall, Lusail Zuschauer: 1.000 Schiedsrichter: Jiří Novotný, Václav Horáček |

##### Spiel um Platz 5
| 31. Januar 2015 17:15 Uhr | Kroatien                                            | 24:28        | Dänemark                     | Lusail Multipurpose Hall, Lusail Zuschauer: 3.000 Schiedsrichter: Óscar Raluy, Ángel Sabroso |
| 31. Januar 2015 17:15 Uhr | meiste Tore: Duvnjak, Stepančić, Slišković (4 Tore) | (11:15)      | meiste Tore: Hansen (8 Tore) | Lusail Multipurpose Hall, Lusail Zuschauer: 3.000 Schiedsrichter: Óscar Raluy, Ángel Sabroso |
| 31. Januar 2015 17:15 Uhr | Strafen: 3×                                         | Spielbericht | Strafen: 3×                  | Lusail Multipurpose Hall, Lusail Zuschauer: 3.000 Schiedsrichter: Óscar Raluy, Ángel Sabroso |

#### Halbfinale
| 30. Januar 2015 16:30 Uhr | Polen                            | 29:31        | Katar                                 | Lusail Multipurpose Hall, Lusail Zuschauer: 15.000 Schiedsrichter: Nenad Nikolić, Dušan Stojković |
| 30. Januar 2015 16:30 Uhr | meiste Tore: M. Jurecki (9 Tore) | (13:16)      | meiste Tore: Capote, Mallash (6 Tore) | Lusail Multipurpose Hall, Lusail Zuschauer: 15.000 Schiedsrichter: Nenad Nikolić, Dušan Stojković |
| 30. Januar 2015 16:30 Uhr | Strafen: 3× 5×                   | Spielbericht | Strafen: 3× 2×                        | Lusail Multipurpose Hall, Lusail Zuschauer: 15.000 Schiedsrichter: Nenad Nikolić, Dušan Stojković |

| 30. Januar 2015 19:00 Uhr | Spanien                                | 22:26        | Frankreich                   | Lusail Multipurpose Hall, Lusail Zuschauer: 9.000 Schiedsrichter: Nenad Krstič, Peter Ljubič |
| 30. Januar 2015 19:00 Uhr | meiste Tore: Ugalde, Cañellas (5 Tore) | (14:18)      | meiste Tore: Guigou (5 Tore) | Lusail Multipurpose Hall, Lusail Zuschauer: 9.000 Schiedsrichter: Nenad Krstič, Peter Ljubič |
| 30. Januar 2015 19:00 Uhr | Strafen: 3×                            | Spielbericht | Strafen: 3×                  | Lusail Multipurpose Hall, Lusail Zuschauer: 9.000 Schiedsrichter: Nenad Krstič, Peter Ljubič |

#### Spiel um Platz 3
| 1. Februar 2015 14:30 Uhr | Polen                       | 29:28 n. V.      | Spanien                     | Lusail Multipurpose Hall, Lusail Zuschauer: 9.400 Schiedsrichter: Martin Gjeding, Mads Hansen |
| 1. Februar 2015 14:30 Uhr | meiste Tore: Szyba (8 Tore) | (13:13), (24:24) | meiste Tore: Tomás (7 Tore) | Lusail Multipurpose Hall, Lusail Zuschauer: 9.400 Schiedsrichter: Martin Gjeding, Mads Hansen |
| 1. Februar 2015 14:30 Uhr | Strafen: 3× 4×              | Spielbericht     | Strafen: 2× 1×              | Lusail Multipurpose Hall, Lusail Zuschauer: 9.400 Schiedsrichter: Martin Gjeding, Mads Hansen |

#### Finale
| 1. Februar 2015 17:15 Uhr | Katar                          | 22:25        | Frankreich                         | Lusail Multipurpose Hall, Lusail Zuschauer: 15.000 Schiedsrichter: Václav Horáček, Jiří Novotný |
| 1. Februar 2015 17:15 Uhr | meiste Tore: Marković (7 Tore) | (11:14)      | meiste Tore: N. Karabatić (5 Tore) | Lusail Multipurpose Hall, Lusail Zuschauer: 15.000 Schiedsrichter: Václav Horáček, Jiří Novotný |
| 1. Februar 2015 17:15 Uhr | Strafen: 3× 4×                 | Spielbericht | Strafen: 4× 2×                     | Lusail Multipurpose Hall, Lusail Zuschauer: 15.000 Schiedsrichter: Václav Horáček, Jiří Novotný |

### President’s Cup

#### Übersicht
|  | Platzierungsrunde Platz 17–20 | Platzierungsrunde Platz 17–20 | Platzierungsrunde Platz 17–20 |    |         | Spiel um Platz 17 | Spiel um Platz 17       | Spiel um Platz 17 |
|  |                               |                               |                               |    |         |                   |                         |                   |
|  |                               |                               |                               |    |         |                   |                         |                   |
|  | A5                            | Belarus                       | 37                            |    |         |                   |                         |                   |
|  | B5                            | Bosnien und Herzegowina       | 29                            |    |         |                   |                         |                   |
|  |                               |                               |                               | A5 | Belarus | 31                |                         |                   |
|  |                               |                               |                               |    | C5      | Tschechien        | 32                      |                   |
|  | C5                            | Tschechien                    | 32                            |    |         |                   |                         |                   |
|  | D5                            | Russland                      | 30                            |    |         | Spiel um Platz 19 | Spiel um Platz 19       | Spiel um Platz 19 |
|  |                               |                               |                               |    |         | B5                | Bosnien und Herzegowina | 28                |
|  | D5                            | Russland                      | 42                            |    |         |                   |                         |                   |
|  |                               |                               |                               |    |         |                   |                         |                   |

|  | Platzierungsrunde Platz 21–24 | Platzierungsrunde Platz 21–24 | Platzierungsrunde Platz 21–24 |    |      | Spiel um Platz 21 | Spiel um Platz 21 | Spiel um Platz 21 |
|  |                               |                               |                               |    |      |                   |                   |                   |
|  |                               |                               |                               |    |      |                   |                   |                   |
|  | A6                            | Chile                         | 31                            |    |      |                   |                   |                   |
|  | B6                            | Iran                          | 32                            |    |      |                   |                   |                   |
|  |                               |                               |                               | B6 | Iran | 26                |                   |                   |
|  |                               |                               |                               |    | D6   | Saudi-Arabien     | 22                |                   |
|  | C6                            | Algerien                      | 25                            |    |      |                   |                   |                   |
|  | D6                            | Saudi-Arabien                 | 27                            |    |      | Spiel um Platz 23 | Spiel um Platz 23 | Spiel um Platz 23 |
|  |                               |                               |                               |    |      | A6                | Chile             | 30                |
|  | C6                            | Algerien                      | 28                            |    |      |                   |                   |                   |
|  |                               |                               |                               |    |      |                   |                   |                   |

#### Platzierungsspiele
| 26. Januar 2015 11:00 Uhr | Chile                             | 31:32        | Iran                                            | Duhail Sports Hall, Doha Zuschauer: 100 Schiedsrichter: Kiyoshi Hizaki, Tomokazu Ikebuchi |
| 26. Januar 2015 11:00 Uhr | meiste Tore: R. Salinas (18 Tore) | (15:17)      | meiste Tore: A. Esteki, Mousavi, Kiani (5 Tore) | Duhail Sports Hall, Doha Zuschauer: 100 Schiedsrichter: Kiyoshi Hizaki, Tomokazu Ikebuchi |
| 26. Januar 2015 11:00 Uhr | Strafen: 2×                       | Spielbericht | Strafen: 3× 4× 1×                               | Duhail Sports Hall, Doha Zuschauer: 100 Schiedsrichter: Kiyoshi Hizaki, Tomokazu Ikebuchi |

| 26. Januar 2015 13:00 Uhr | Algerien                     | 25:27        | Saudi-Arabien                 | Duhail Sports Hall, Doha Zuschauer: 100 Schiedsrichter: Jasmin Kliko, Michael Johansson |
| 26. Januar 2015 13:00 Uhr | meiste Tore: Hamoud (9 Tore) | (14:12)      | meiste Tore: Alsalem (5 Tore) | Duhail Sports Hall, Doha Zuschauer: 100 Schiedsrichter: Jasmin Kliko, Michael Johansson |
| 26. Januar 2015 13:00 Uhr | Strafen: 2× 6× 1×            | Spielbericht | Strafen: 3× 7×                | Duhail Sports Hall, Doha Zuschauer: 100 Schiedsrichter: Jasmin Kliko, Michael Johansson |

| 26. Januar 2015 15:00 Uhr | Belarus                          | 37:29        | Bosnien und Herzegowina     | Duhail Sports Hall, Doha Zuschauer: 300 Schiedsrichter: Jesus Menezes, Rogério Pinto |
| 26. Januar 2015 15:00 Uhr | meiste Tore: S. Rutenka (9 Tore) | (20:16)      | meiste Tore: Burić (6 Tore) | Duhail Sports Hall, Doha Zuschauer: 300 Schiedsrichter: Jesus Menezes, Rogério Pinto |
| 26. Januar 2015 15:00 Uhr | Strafen: 3× 6×                   | Spielbericht | Strafen: 3× 4×              | Duhail Sports Hall, Doha Zuschauer: 300 Schiedsrichter: Jesus Menezes, Rogério Pinto |

| 26. Januar 2015 17:00 Uhr | Tschechien                     | 32:30        | Russland                      | Duhail Sports Hall, Doha Zuschauer: 300 Schiedsrichter: Samir Krichene, Samir Makhouf |
| 26. Januar 2015 17:00 Uhr | meiste Tore: Zdráhala (8 Tore) | (16:15)      | meiste Tore: Derewen (8 Tore) | Duhail Sports Hall, Doha Zuschauer: 300 Schiedsrichter: Samir Krichene, Samir Makhouf |
| 26. Januar 2015 17:00 Uhr | Strafen: 4× 6× 1×              | Spielbericht | Strafen: 1× 6×                | Duhail Sports Hall, Doha Zuschauer: 300 Schiedsrichter: Samir Krichene, Samir Makhouf |

#### Spiel um Platz 23
| 27. Januar 2015 11:00 Uhr | Chile                             | 30:28 n. S.      | Algerien                      | Duhail Sports Hall, Doha Zuschauer: 100 Schiedsrichter: Duarte Santos, Ricardo Luis Fonseca |
| 27. Januar 2015 11:00 Uhr | meiste Tore: R. Salinas (11 Tore) | (10:16), (27:27) | meiste Tore: Hamoud (12 Tore) | Duhail Sports Hall, Doha Zuschauer: 100 Schiedsrichter: Duarte Santos, Ricardo Luis Fonseca |
| 27. Januar 2015 11:00 Uhr | Strafen: 4×                       | Spielbericht     | Strafen: 2× 7× 1×             | Duhail Sports Hall, Doha Zuschauer: 100 Schiedsrichter: Duarte Santos, Ricardo Luis Fonseca |

#### Spiel um Platz 21
| 27. Januar 2015 13:00 Uhr | Iran                            | 26:22        | Saudi-Arabien                    | Duhail Sports Hall, Doha Zuschauer: 150 Schiedsrichter: Jesus Menezes, Rogério Pinto |
| 27. Januar 2015 13:00 Uhr | meiste Tore: A. Esteki (6 Tore) | (15:10)      | meiste Tore: Alabdulali (6 Tore) | Duhail Sports Hall, Doha Zuschauer: 150 Schiedsrichter: Jesus Menezes, Rogério Pinto |
| 27. Januar 2015 13:00 Uhr | Strafen: 2× 5× 1×               | Spielbericht | Strafen: 3× 6×                   | Duhail Sports Hall, Doha Zuschauer: 150 Schiedsrichter: Jesus Menezes, Rogério Pinto |

#### Spiel um Platz 19
| 27. Januar 2015 15:00 Uhr | Bosnien und Herzegowina         | 28:42        | Russland                       | Duhail Sports Hall, Doha Zuschauer: 200 Schiedsrichter: Kiyoshi Hizaki, Tomokazu Ikebuchi |
| 27. Januar 2015 15:00 Uhr | meiste Tore: Malinović (6 Tore) | (16:20)      | meiste Tore: Kowaljow (6 Tore) | Duhail Sports Hall, Doha Zuschauer: 200 Schiedsrichter: Kiyoshi Hizaki, Tomokazu Ikebuchi |
| 27. Januar 2015 15:00 Uhr | Strafen: 3× 6×                  | Spielbericht | Strafen: 2× 6×                 | Duhail Sports Hall, Doha Zuschauer: 200 Schiedsrichter: Kiyoshi Hizaki, Tomokazu Ikebuchi |

#### Spiel um Platz 17
| 27. Januar 2015 17:00 Uhr | Belarus                           | 31:32 n. S.      | Tschechien                                           | Duhail Sports Hall, Doha Zuschauer: 300 Schiedsrichter: Mohamed Rashed, Tamer Elsayed |
| 27. Januar 2015 17:00 Uhr | meiste Tore: S. Rutenka (12 Tore) | (13:14), (28:28) | meiste Tore: Hrstka, Jícha, Babák, Zdráhala (6 Tore) | Duhail Sports Hall, Doha Zuschauer: 300 Schiedsrichter: Mohamed Rashed, Tamer Elsayed |
| 27. Januar 2015 17:00 Uhr | Strafen: 3× 5×                    | Spielbericht     | Strafen: 3×                                          | Duhail Sports Hall, Doha Zuschauer: 300 Schiedsrichter: Mohamed Rashed, Tamer Elsayed |

## Schiedsrichter
| Schiedsrichter | Schiedsrichter                   |
| -------------- | -------------------------------- |
| Brasilien      | Jesus Menezes Rogério Pinto      |
| Kroatien       | Matija Gubica Boris Milošević    |
| Tschechien     | Václav Horáček Jiří Novotný      |
| Dänemark       | Martin Gjeding Mads Hansen       |
| Ägypten        | Mohamed Rashed Tamer Elsayed     |
| Spanien        | Óscar Raluy Ángel Sabroso        |
| Frankreich     | Laurent Reveret Stevann Pichon   |
| Deutschland    | Lars Geipel Marcus Helbig        |
| Japan          | Kiyoshi Hizaki Tomokazu Ikebuchi |

| Schiedsrichter | Schiedsrichter                    |
| -------------- | --------------------------------- |
| Südkorea       | Koo Bon-ok Lee Se-ok              |
| Litauen        | Mindaugas Gatelis Vaidas Mažeika  |
| Mazedonien     | Gjorgji Načevski Slave Nikolov    |
| Portugal       | Duarte Santos Ricardo Fonseca     |
| Katar          | Saleh Bamutref Mansour Al-Suwaidi |
| Slowenien      | Nenad Krstič Peter Ljubič         |
| Serbien        | Nenad Nikolić Dušan Stojković     |
| Schweden       | Michael Johansson Jasmin Kliko    |
| Tunesien       | Samir Krichene Samir Makhouf      |

Die Schiedsrichterleistungen wurden im Laufe des Turniers z. T. erheblich kritisiert.

## Abschlussplatzierungen
| Rang   | Team                    | Sp. | S | U | N | Tore    | Diff. |
| ------ | ----------------------- | --- | - | - | - | ------- | ----- |
| Gold   | Frankreich              | 9   | 8 | 1 | 0 | 259:215 | +044  |
| Silber | Katar                   | 9   | 7 | 0 | 2 | 245:227 | +018  |
| Bronze | Polen                   | 9   | 6 | 0 | 3 | 241:222 | +019  |
| 04.    | Spanien                 | 9   | 7 | 0 | 2 | 265:226 | +039  |
| 05.    | Dänemark                | 9   | 6 | 2 | 1 | 272:234 | +038  |
| 06.    | Kroatien                | 9   | 7 | 0 | 2 | 258:224 | +034  |
| 07.    | Deutschland             | 9   | 6 | 1 | 2 | 250:221 | +029  |
| 08.    | Slowenien               | 9   | 4 | 0 | 5 | 273:271 | +002  |
| 09.    | Mazedonien              | 6   | 4 | 0 | 2 | 181:168 | +013  |
| 10.    | Schweden                | 6   | 3 | 1 | 2 | 157:133 | +024  |
| 11.    | Island                  | 6   | 2 | 1 | 3 | 152:165 | −013  |
| 12.    | Argentinien             | 6   | 2 | 1 | 3 | 152:156 | −004  |
| 13.    | Österreich              | 6   | 2 | 1 | 3 | 174:169 | +005  |
| 14.    | Ägypten                 | 6   | 2 | 1 | 3 | 151:148 | +003  |
| 15.    | Tunesien                | 6   | 2 | 1 | 3 | 152:161 | −009  |
| 16.    | Brasilien               | 6   | 2 | 0 | 4 | 171:169 | +002  |
|        |                         |     |   |   |   |         |       |
| 17.    | Tschechien              | 7   | 4 | 0 | 3 | 209:199 | +010  |
| 18.    | Belarus                 | 7   | 2 | 0 | 5 | 215:216 | −001  |
| 19.    | Russland                | 7   | 2 | 0 | 5 | 205:191 | +014  |
| 20.    | Bosnien und Herzegowina | 7   | 1 | 0 | 6 | 175:207 | −032  |
| 21.    | Iran                    | 7   | 2 | 0 | 5 | 185:225 | −040  |
| 22.    | Saudi-Arabien           | 7   | 1 | 0 | 6 | 136:216 | −080  |
| 23.    | Chile                   | 7   | 1 | 0 | 6 | 165:224 | −059  |
| 24.    | Algerien                | 7   | 0 | 0 | 7 | 162:218 | −056  |

- Der erste Platz berechtigt zur Teilnahme an den Olympischen Sommerspielen 2016 und der Handball-Weltmeisterschaft der Männer 2017. Da Frankreich für die Weltmeisterschaft 2017 bereits als Gastgeber teilnahmeberechtigt war, qualifizierte sich stattdessen der Vizeweltmeister Katar für die Weltmeisterschaft 2017.
- Die Plätze 2 bis 7 berechtigten zur Teilnahme an der Qualifikation zu den Olympischen Sommerspielen 2016. Da sich später Katar beim Asiatischen Qualifikationsturnier 2015 vom 14. bis 27. November 2015 sowie Deutschland bei der Handball-Europameisterschaft 2016 vom 15. bis 31. Januar 2016 direkt für die Olympischen Sommerspiele 2016 qualifizieren konnten, qualifizierten sich nachträglich für diese beiden Mannschaften Slowenien und Mazedonien zur Teilnahme an einem der drei Qualifikationsturniere.
- Die Platzierungen der Plätze 9 bis 16 ergeben sich nach folgenden Kriterien:
  - Punkte in den Vorrundenspielen gegen Teams auf Rang 1 bis 4 der jeweiligen Gruppe
  - Tordifferenz in den Vorrundenspielen gegen Teams auf Rang 1 bis 4 der jeweiligen Gruppe
  - Anzahl der erzielten Tore in den Vorrundenspielen gegen Teams auf Rang 1 bis 4 der jeweiligen Gruppe

## Auszeichnungen
- Bester Spieler (Most Valuable Player, MVP): Thierry Omeyer [26]

### All-Star-Team
| Valero Rivera |               | Bartosz Jurecki  |                | Dragan Gajič |
|               | Rafael Capote |                  | Žarko Marković |              |
|               |               | Nikola Karabatić |                |              |
|               |               | Thierry Omeyer   |                |              |

## Statistiken

### Torschützenliste
| Pl.                                      | Spieler               | Team        | Tore | Würfe | Quote   | 7m-Tore | 7m-Würfe | Spiele |
| ---------------------------------------- | --------------------- | ----------- | ---- | ----- | ------- | ------- | -------- | ------ |
| 01.                                      | Dragan Gajič          | Slowenien   | 71   | 93    | 76,34 % | 27      | 34       | 9      |
| 02.                                      | Žarko Marković        | Katar       | 67   | 127   | 52,76 % | 15      | 20       | 9      |
| 03.                                      | Uwe Gensheimer        | Deutschland | 54   | 72    | 75,00 % | 23      | 31       | 9      |
| 04.                                      | Rodrigo Salinas Muñoz | Chile       | 52   | 92    | 56,52 % | 15      | 20       | 7      |
| 05.                                      | Rafael Capote         | Katar       | 48   | 78    | 61,54 % | 0       | 0        | 9      |
| 06.                                      | Valero Rivera         | Spanien     | 47   | 58    | 81,03 % | 17      | 20       | 9      |
| 07.                                      | Kiril Lazarov         | Mazedonien  | 45   | 78    | 57,69 % | 23      | 28       | 6      |
| 08.                                      | Siarhei Rutenka       | Belarus     | 43   | 75    | 57,33 % | 14      | 17       | 7      |
| 09.                                      | Robert Weber          | Österreich  | 42   | 61    | 68,85 % | 14      | 17       | 6      |
| 010.                                     | Ivan Čupić            | Kroatien    | 41   | 53    | 77,36 % | 17      | 21       | 9      |
| 011.                                     | Mikkel Hansen         | Dänemark    | 39   | 67    | 58,21 % | 0       | 0        | 9      |
| 012.                                     | Federico Pizarro      | Argentinien | 37   | 54    | 68,52 % | 9       | 12       | 6      |
| 013.                                     | Patrick Groetzki      | Deutschland | 36   | 50    | 72,00 % | 0       | 1        | 9      |
| Quelle: ihf.info, Stand: 1. Februar 2015 |                       |             |      |       |         |         |          |        |

### Torvorlagen
| Pl.                                      | Spieler               | Team        | Vorlagen | Spiele |
| ---------------------------------------- | --------------------- | ----------- | -------- | ------ |
| 01.                                      | Mikkel Hansen         | Dänemark    | 49       | 9      |
| 02.                                      | Raúl Entrerríos       | Spanien     | 32       | 9      |
| 03.                                      | Mads Christiansen     | Dänemark    | 29       | 9      |
| 04.                                      | Michał Jurecki        | Polen       | 28       | 9      |
| 04.                                      | Kiril Lazarov         | Mazedonien  | 28       | 6      |
| 04.                                      | Siarhei Rutenka       | Belarus     | 28       | 7      |
| 04.                                      | Steffen Weinhold      | Deutschland | 28       | 9      |
| 08.                                      | Domagoj Duvnjak       | Kroatien    | 27       | 9      |
| 09.                                      | Nikola Karabatić      | Frankreich  | 26       | 9      |
| 09.                                      | Rodrigo Salinas Muñoz | Chile       | 26       | 7      |
| Quelle: ihf.info, Stand: 1. Februar 2015 |                       |             |          |        |

### Torhüter
| Pl.                                      | Spieler                 | Team        | Quote in % | Paraden | Würfe | Spiele |
| ---------------------------------------- | ----------------------- | ----------- | ---------- | ------- | ----- | ------ |
| 01.                                      | Carsten Lichtlein       | Deutschland | 38         | 57      | 152   | 9      |
| 02.                                      | Thierry Omeyer          | Frankreich  | 37         | 105     | 283   | 9      |
| 02.                                      | Gonzalo Pérez de Vargas | Spanien     | 37         | 97      | 259   | 9      |
| 02.                                      | Filip Ivić              | Kroatien    | 37         | 44      | 119   | 9      |
| 05.                                      | Mattias Andersson       | Schweden    | 36         | 53      | 147   | 6      |
| 05.                                      | Danijel Šarić           | Katar       | 36         | 75      | 206   | 9      |
| 05.                                      | Petr Štochl             | Tschechien  | 36         | 75      | 210   | 7      |
| 08.                                      | Jannick Green Krejberg  | Dänemark    | 35         | 47      | 135   | 9      |
| 08.                                      | Silvio Heinevetter      | Deutschland | 35         | 67      | 193   | 9      |
| 08.                                      | Nikola Marinovic        | Österreich  | 35         | 52      | 150   | 6      |
| Quelle: ihf.info, Stand: 1. Februar 2015 |                         |             |            |         |       |        |

### Team Fairplay
| Pl.                                      | Team                    | Punkte/Spiel | Punkte (total) b | Disqualifikation | Verwarnung | 2 Minuten | Spiele |
| ---------------------------------------- | ----------------------- | ------------ | ---------------- | ---------------- | ---------- | --------- | ------ |
| 01.                                      | Katar                   | 08,8         | 79               | 0                | 25         | 27        | 9      |
| 02.                                      | Spanien                 | 09,2         | 83               | 1                | 26         | 26        | 9      |
| 03.                                      | Kroatien                | 10,2         | 92               | 0                | 26         | 33        | 9      |
| 04.                                      | Dänemark                | 10,9         | 98               | 0                | 28         | 35        | 9      |
| 05.                                      | Frankreich              | 11,4         | 103              | 1                | 26         | 36        | 9      |
| 06.                                      | Polen                   | 11,8         | 106              | 0                | 30         | 38        | 9      |
| 07.                                      | Tunesien                | 12,5         | 75               | 0                | 19         | 28        | 6      |
| 08.                                      | Chile                   | 12,7         | 89               | 1                | 20         | 32        | 7      |
| 09.                                      | Brasilien               | 13,0         | 78               | 0                | 18         | 30        | 6      |
| 010.                                     | Algerien                | 13,1         | 92               | 0                | 20         | 36        | 7      |
| 010.                                     | Deutschland             | 13,1         | 118              | 0                | 30         | 44        | 9      |
| 012.                                     | Russland                | 13,9         | 97               | 0                | 17         | 40        | 7      |
| 013.                                     | Tschechien              | 14,0         | 98               | 0                | 22         | 38        | 7      |
| 014.                                     | Argentinien             | 14,2         | 85               | 1                | 20         | 30        | 6      |
| 015.                                     | Iran                    | 14,3         | 100              | 2                | 16         | 37        | 7      |
| 016.                                     | Schweden                | 14,3         | 86               | 0                | 18         | 34        | 6      |
| 017.                                     | Belarus                 | 14,6         | 102              | 2                | 22         | 35        | 7      |
| 018.                                     | Island                  | 14,7         | 88               | 0                | 18         | 35        | 6      |
| 019.                                     | Mazedonien              | 15,5         | 93               | 1                | 18         | 35        | 6      |
| 020.                                     | Bosnien und Herzegowina | 16,1         | 113              | 2                | 21         | 41        | 7      |
| 021.                                     | Saudi-Arabien           | 16,7         | 117              | 0                | 21         | 48        | 7      |
| 022.                                     | Österreich              | 16,8         | 101              | 1                | 20         | 38        | 6      |
| 023.                                     | Ägypten                 | 17,0         | 102              | 0                | 18         | 42        | 6      |
| 024.                                     | Slowenien               | 17,7         | 159              | 3 c              | 29         | 55        | 9      |
| Quelle: ihf.info, Stand: 1. Februar 2015 |                         |              |                  |                  |            |           |        |

## Aufgebote

### Medaillengewinner
| Frankreich | Katar | Polen |
| William Accambray Igor Anić Xavier Barachet Cyril Dumoulin Jérôme Fernandez Mathieu Grébille Michaël Guigou Samuel Honrubia Guillaume Joli Luka Karabatić Nikola Karabatić Kentin Mahé Daniel Narcisse Alix Nyokas Thierry Omeyer Valentin Porte Cédric Sorhaindo | Mahmoud Hassab Alla Abdulla Al-Karbi Youssef Ben Ali Rafael Capote Jovo Damjanović Hadi Hamdoon Hassan Mabrouk Hamad Madadi Kamalaldin Mallash Žarko Marković Eldar Memišević Abdulrazzaq Murad Bertrand Roiné Danijel Šarić Goran Stojanović Borja Vidal Ameen Zakkar | Karol Bielecki Piotr Chrapkowski Michał Daszek Piotr Grabarczyk Bartosz Jurecki Michał Jurecki Mariusz Jurkiewicz Przemysław Krajewski Krzysztof Lijewski Piotr Masłowski Robert Orzechowski Andrzej Rojewski Kamil Syprzak Michał Szyba Sławomir Szmal Marcin Wichary Adam Wiśniewski Piotr Wyszomirski |
| Claude Onesta (Trainer) | Valero Rivera (Trainer) Manuel Montoya (Assistenztrainer) | Michael Biegler (Trainer) |

### 7. Platz: Deutschland
| - Fabian Böhm (HBW Balingen-Weilstetten / 2 Tore) - Paul Drux (Füchse Berlin / 14) - Uwe Gensheimer (Rhein-Neckar Löwen / 54) - Patrick Groetzki (Rhein-Neckar Löwen / 36) - Silvio Heinevetter (Füchse Berlin) - Stefan Kneer (Rhein-Neckar Löwen / 5) | - Michael Kraus (Frisch Auf Göppingen / 9) - Carsten Lichtlein (VfL Gummersbach) - Michael Müller (MT Melsungen / 2) - Matthias Musche (SC Magdeburg / 13) - Hendrik Pekeler (TBV Lemgo / 7) | - Erik Schmidt (TSG Ludwigshafen-Friesenheim / 8) - Jens Schöngarth (TuS N-Lübbecke / 11) - Johannes Sellin (MT Melsungen / 17) - Martin Strobel (TBV Lemgo / 21) - Steffen Weinhold (THW Kiel / 29) - Patrick Wiencek (THW Kiel / 22) |

## Fernsehübertragung
Anfang 2014 wurden die TV-Rechte für die Männer-Weltmeisterschaft in Katar und in Frankreich sowie die Frauen-Weltmeisterschaft 2015 und 2017 für eine Rekordsumme von 100 Mio. CHF an das katarische Tochterunternehmen von Al Jazeera beIN Sports verkauft.
ARD, ZDF, Sport1 und Sportdeutschland.tv konnten sich Ende 2014 nicht mit beIN Sports über die deutschen TV-Rechte einigen. Wegen verzögerter Antwort auf ein fristgemäßes Angebot konnten die öffentlich-rechtlichen Sender laut eigenen Angaben „nicht mehr gewährleiste[n] [...] dass Live-Übertragungen aus Katar in der von ARD und ZDF gewohnten Qualität garantiert werden könnten“. Als Grund für den Verzicht der Übertragung wurde zum einen die Satellitenverschlüsselung genannt – da viele Sender auch im Ausland empfangen werden können, sollte die Satellitenübertragung verschlüsselt werden, damit Exklusivrechte anderer europäischer Sender nicht verletzt würden. Die Verschlüsselung widerspräche dem Grundauftrag der öffentlich-rechtlichen Sender und „dem europäischen Grundsatz des "free flow of information"“. Zum anderen sei das Gebot laut Hassan Moustafa, Präsident der Internationalen Handballföderation, zu niedrig gewesen. Diese Aussage wiesen die beteiligten Sender zurück.
Am 29. Dezember 2014 gab der Pay-TV-Sender Sky bekannt, sich die Rechte für alle deutschen und österreichischen Spiele gesichert zu haben, sowie für ausgewählte Spitzenspiele wie die Halbfinals und das Finale. Des Weiteren erwarb Sky auch die Rechte für den frei empfangbaren Bereich, so dass 50 weitere Spiele online auf sky.de kostenfrei mit englischem Kommentar übertragen wurden. Zusätzlich waren die Spiele der österreichischen Mannschaft auf ORF Sport Plus sowie im Internet unter sport.orf.at zu sehen.

### Einschaltquoten
Einschaltquoten der Übertragung der deutschen Handballnationalmannschaft durch Sky.
| Spiel | Datum         | Uhrzeit | Zuschauer | Zuschauer       | Marktanteil | Marktanteil     | Quelle |
| Spiel | Datum         | Uhrzeit | Gesamt    | 14 bis 49 Jahre | Gesamt      | 14 bis 49 Jahre | Quelle |
| ----- | ------------- | ------- | --------- | --------------- | ----------- | --------------- | ------ |
| 1     | 16. Jan. 2015 | 17.00   | 120.000   | 50.000          | 0,7 %       | 1,1 %           | [ 35 ] |
| 2     | 18. Jan. 2015 | 17.00   | 310.000   |                 | 1,4 %       | 1,9 %           | [ 36 ] |
| 3     | 20. Jan. 2015 | 19.00   | 370.000   | 120.000         | 1,3 %       | 1,3 %           | [ 37 ] |
| 4     | 22. Jan. 2015 | 17.00   | 360.000   |                 | 2,2 %       | 3,7 %           | [ 38 ] |
| 5     | 24. Jan. 2015 | 17.00   | 290.000   | 130.000         | 1,5 %       | 2,2 %           | [ 39 ] |
| 6     | 26. Jan. 2015 | 16.30   | 370.000   |                 | 2,3 %       | 2,9 %           | [ 40 ] |
| 7     | 28. Jan. 2015 | 16.30   | 560.000   | 230.000         | 3,6 %       | 4,6 %           | [ 41 ] |
| 8     | 30. Jan. 2015 | 14.00   | 120.000   |                 |             |                 | [ 42 ] |
| 9     | 31. Jan. 2015 | 14.30   | 240.000   |                 |             | 2,6 %           | [ 42 ] |

## Sonstiges
Beim Logo handelt es sich um das stilisiert geschriebene arabische Wort قطر / Qaṭar, also den Namen des Gastgeberlandes, kombiniert mit dem Muster eines Handballs.